# 28. Juni
Der 28. Juni ist der 179. Tag des gregorianischen Kalenders (der 180. in Schaltjahren), somit bleiben 186 Tage bis zum Jahresende.

## Ereignisse

### Politik und Weltgeschehen
- 1098: In der Schlacht von Antiochia besiegt das in der Stadt eingeschlossene Heer des Ersten Kreuzzugs seine seldschukischen Belagerer.
- 1147: Eine auf dem Weg ins Heilige Land befindliche Kreuzfahrerflotte macht bei Lissabon eine Zwischenstation. Auf Bitte des portugiesischen Königs Alfons I. beginnen sie die bis zum 24. Oktober dauernde Belagerung der Stadt, die sich in maurischen Händen befindet.
- 1245: Papst Innozenz IV. eröffnet das Konzil von Lyon, das sich mit der Absetzung Kaiser Friedrichs II. beschäftigt.
- 1461: Nach der am 29. März gewonnenen Schlacht von Towton in den Rosenkriegen wird Edward von York als Edward IV. zum König von England gekrönt.
- 1519: Wahl des spanischen Königs Karl I. zum römisch-deutschen König Karl V. durch die Kurfürsten.

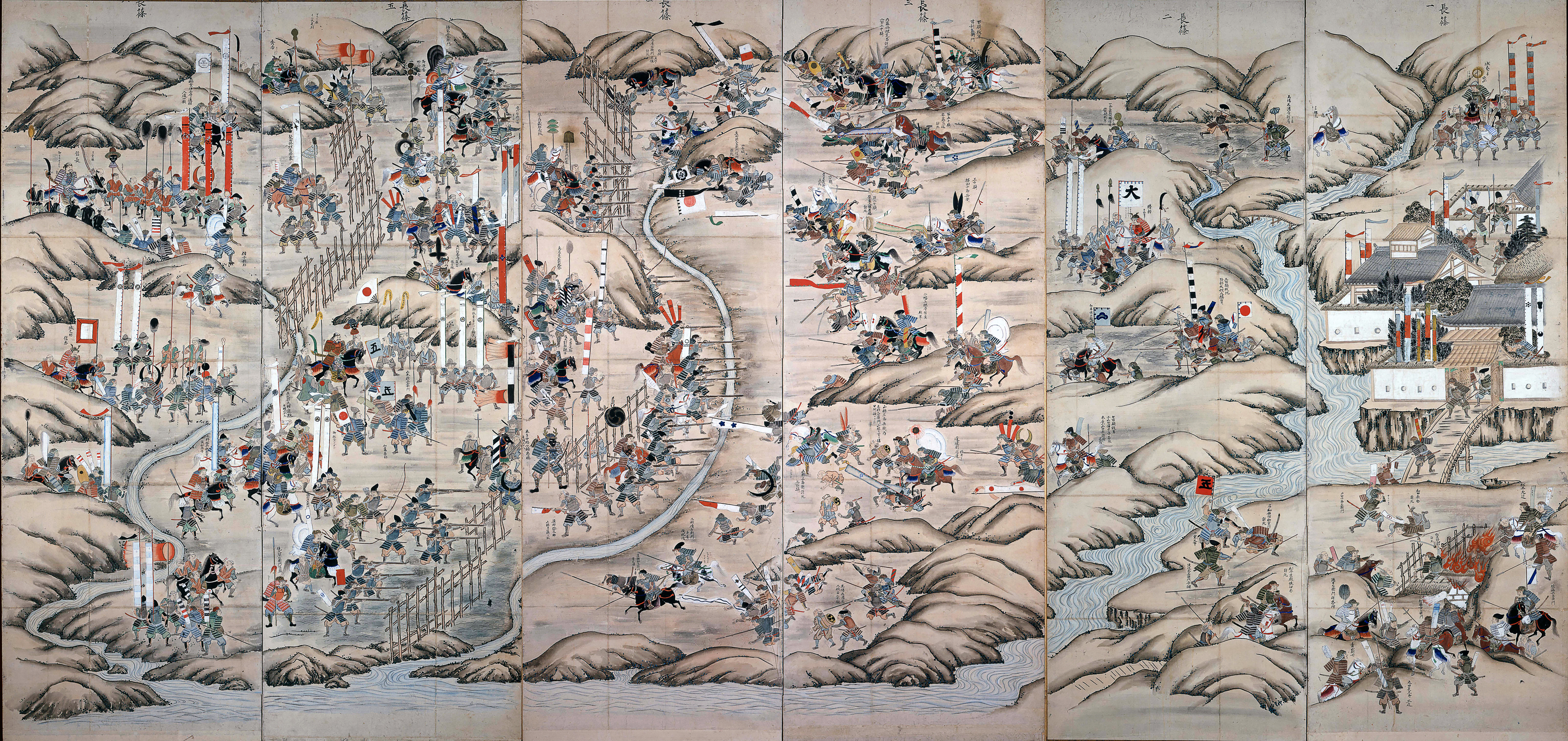
1575: Schlacht von Nagashino

- 1575: Vor der japanischen Festung Nagashino bezwingt das Heer des Kriegsherren Oda Nobunaga in der Schlacht von Nagashino die Samuraiarmee des Takeda-Clans dank des erstmaligen massiven Einsatzes von Feuerwaffen.
- 1629: Im vom König Ludwig XIII. verkündeten Gnadenedikt von Alès regelt Kardinal Richelieu das Verhältnis der französischen Krone zu den zuvor in der Belagerung von La Rochelle militärisch endgültig besiegten Hugenotten. Die im Edikt von Nantes gewährte politische Sonderstellung wird aufgehoben, jedoch wird die Existenz von Protestanten auf französischem Boden geduldet.
- 1635: Die Karibikinsel Guadeloupe wird französische Kolonie.
- 1651: Die Schlacht bei Berestetschko zwischen Polen-Litauen und einem Heer herangerückter Saporoger Kosaken und Tataren beginnt.

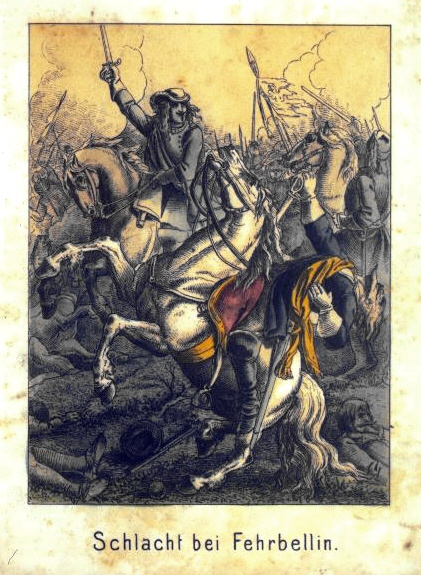
1675: Schlacht bei Fehrbellin

- 1675: Im Schwedisch-Brandenburgischen Krieg kommt es zur Schlacht bei Fehrbellin, bei der die als militärische Vormacht geltenden Schweden von Kurfürst Friedrich Wilhelm geschlagen werden.
- 1778: Die Schlacht von Monmouth zwischen der amerikanischen Kontinentalarmee unter George Washington und den auf dem Marsch befindlichen britischen Truppen unter Sir Henry Clinton endet zwar ohne eindeutigen Sieger, aber erstmals haben die im Winter zuvor von Friedrich Wilhelm von Steuben ausgebildeten Amerikaner sich in offener Feldschlacht behaupten können.
- 1788: Mit einem fingierten Vorfall wollen als Russen verkleidete Schweden bei Puumala einen Vorwand für den von König Gustav III. gewollten Krieg mit Russland schaffen. Das Erscheinen russischer Soldaten löst den gewünschten Russisch-Schwedischen Krieg sofort aus.
- 1811: In den Napoleonischen Kriegen auf der Iberischen Halbinsel erstürmen die Franzosen das seit dem 3. Mai belagerte Tarragona. Dabei kommt es zu einem Massaker der eindringenden Soldaten an der Widerstand leistenden Stadtbevölkerung.
- 1848: Die Frankfurter Nationalversammlung erklärt den Bundestag des Deutschen Bundes für aufgelöst.
- 1866: Im Deutschen Krieg gewinnen die Preußen die Schlachten von Skalitz und Münchengrätz gegen die Österreicher während es bei  Trautenau zum einzigen österreichischen (Pyrrhus-)Sieg des Krieges kommt.

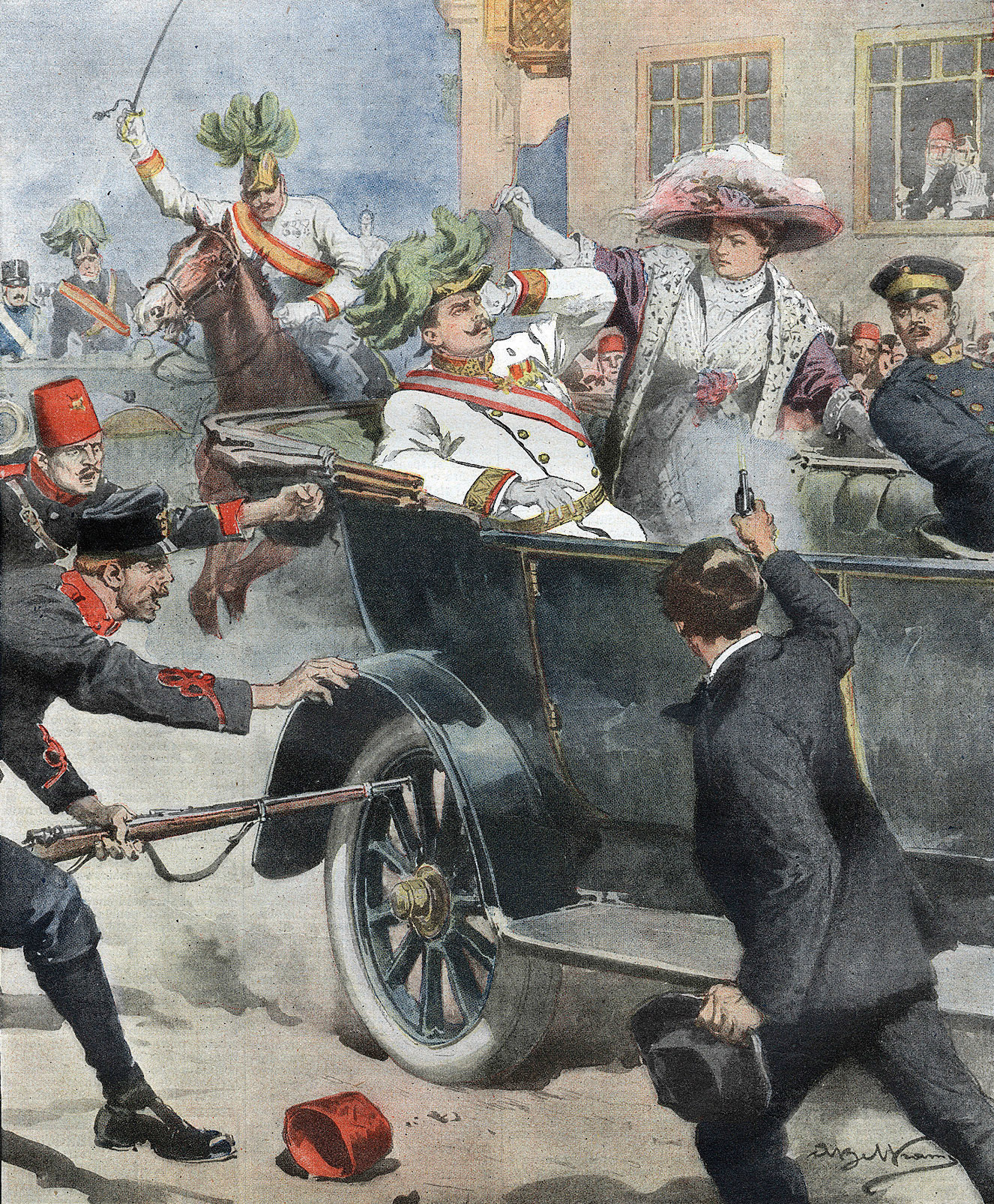
1914: Attentat von Sarajevo

- 1914: Attentat von Sarajevo: Am Jahrestag der Schlacht auf dem Amselfeld ermordet der serbische Nationalist Gavrilo Princip den österreichischen Thronfolger Franz Ferdinand. In der Folge kommt es zur Julikrise, aus der der Erste Weltkrieg erwächst.

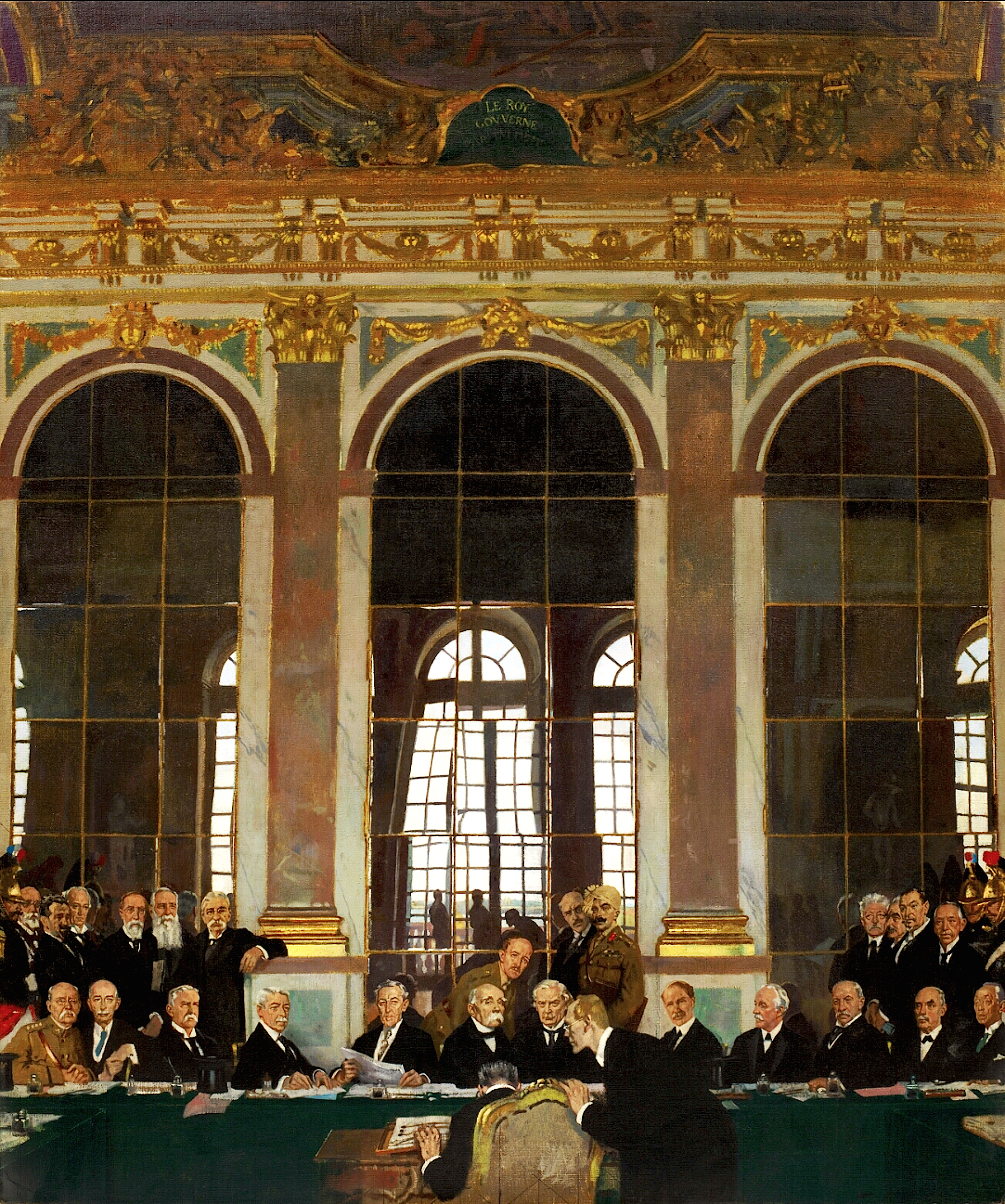
1919: Friedensvertrag von Versailles

- 1919: Die deutsche Delegation unterschreibt unter Protest den ihr vorgelegten Friedensvertrag von Versailles, welcher formell den Ersten Weltkrieg abschließt. Zugleich wird im Vertragswerk die Satzung des entstehenden Völkerbundes akzeptiert.
- 1921: Die erste Verfassung des Königreichs der Serben, Kroaten und Slowenen wird verabschiedet (Vidovdanverfassung).
- 1940: Zwei Tage nach einem Ultimatum der Sowjetunion gegenüber Rumänien besetzt die Rote Armee kampflos das bisher zu Rumänien gehörende Bessarabien. Das Deutsche Reich hat im geheimen Zusatzprotokoll zum deutsch-sowjetischen Nichtangriffspakt bereits den sowjetischen Ansprüchen auf das Gebiet zugestimmt.
- 1942: Das Unternehmen Blau, die Sommeroffensive der deutschen Wehrmacht im Russlandfeldzug des Zweiten Weltkriegs, beginnt.
- 1948: Die britische Luftbrücke startet unter dem Namen Operation Plainfare.
- 1948: Die Kominform-Resolution führt zum Bruch zwischen Stalin und Tito.
- 1950: Nordkoreanische Truppen nehmen im Koreakrieg die südkoreanische Hauptstadt Seoul ein.
- 1956: Posener Aufstand: Ein Streik im polnischen Poznań wird vom polnischen Militär blutig niedergeschlagen.
- 1968: In der Bundesrepublik Deutschland treten die umstrittenen Notstandsgesetze in Kraft.
- 1981: Ein Bombenanschlag auf die Zentrale der Islamisch-Republikanischen Partei in Teheran fordert mehr als 70 Tote.

1989: Slobodan Milošević

- 1989: Slobodan Milošević hält anlässlich der Gedächtnisfeier zum 600. Jahrestag der Schlacht auf dem Amselfeld in Gazimestan im Kosovo seine Amselfeld-Rede.
- 1992: Die ersten demokratischen Wahlen in der Mongolei sehen die inzwischen demokratisierte MRVP, die schon 1924 als kommunistische Einheitspartei die Macht übernommen hat, als Sieger.
- 1996: Werchowna Rada hat die Verfassung der Ukraine angenommen.
- 1996: Anschlag auf die Quebec Barracks der britischen Streitkräfte in Osnabrück durch die Provisional Irish Republican Army.
- 2001: Slobodan Milošević wird von den jugoslawischen Behörden an das UNO-Kriegsverbrechertribunal in Den Haag ausgeliefert.
- 2004: Die irakische Übergangsregierung nimmt, vom Leiter der US-Zivilverwaltung im Irak, Paul Bremer, eingesetzt, ihre Arbeit auf, während die Besetzung des Landes weiterhin bestehen bleibt.
- 2009: Durch einen Militärputsch wird der demokratisch gewählte Präsident von Honduras, Manuel Zelaya, gestürzt und nach Costa Rica ausgeflogen. Als Nachfolger wird vom Parlament Roberto Micheletti ernannt, der das Land bis zu Wahlen am 29. November führen soll.
- 2016: Bei einem Terroranschlag im Flughafen Istanbul-Atatürk werden 42 Menschen getötet und 238 verletzt.

### Wirtschaft
- 1810: Georg Christian Carl Henschel gründet in Kassel eine Gießerei, aus der sich die Henschel-Werke entwickeln.
- 1859: Im britischen Newcastle upon Tyne findet die weltweit erste Hundeausstellung statt.

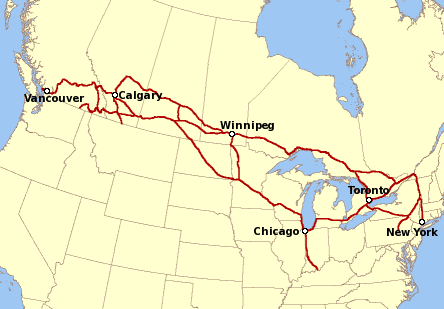
1886: Canadian Pacific Railway

- 1886: Der erste Personenzug der Canadian Pacific Railway verlässt Montreal. Die Fahrt auf der mehr als 3.000 km langen Strecke endet am 4. Juli in Port Moody.
- 1912: Der Ring der Hamburger U-Bahn ist nach Eröffnung des dritten Teil-Abschnittes zwischen Millerntor und Rathausplatz geschlossen und wird im 5-Minuten-Takt befahren.
- 1926: Die von den Automobilpionieren gegründeten Unternehmen Benz & Co Rheinische Gasmotorenfabrik Mannheim (Benz & Cie. ab 1899) und Daimler-Motoren-Gesellschaft fusionieren zur Daimler-Benz AG mit Sitz in Berlin.

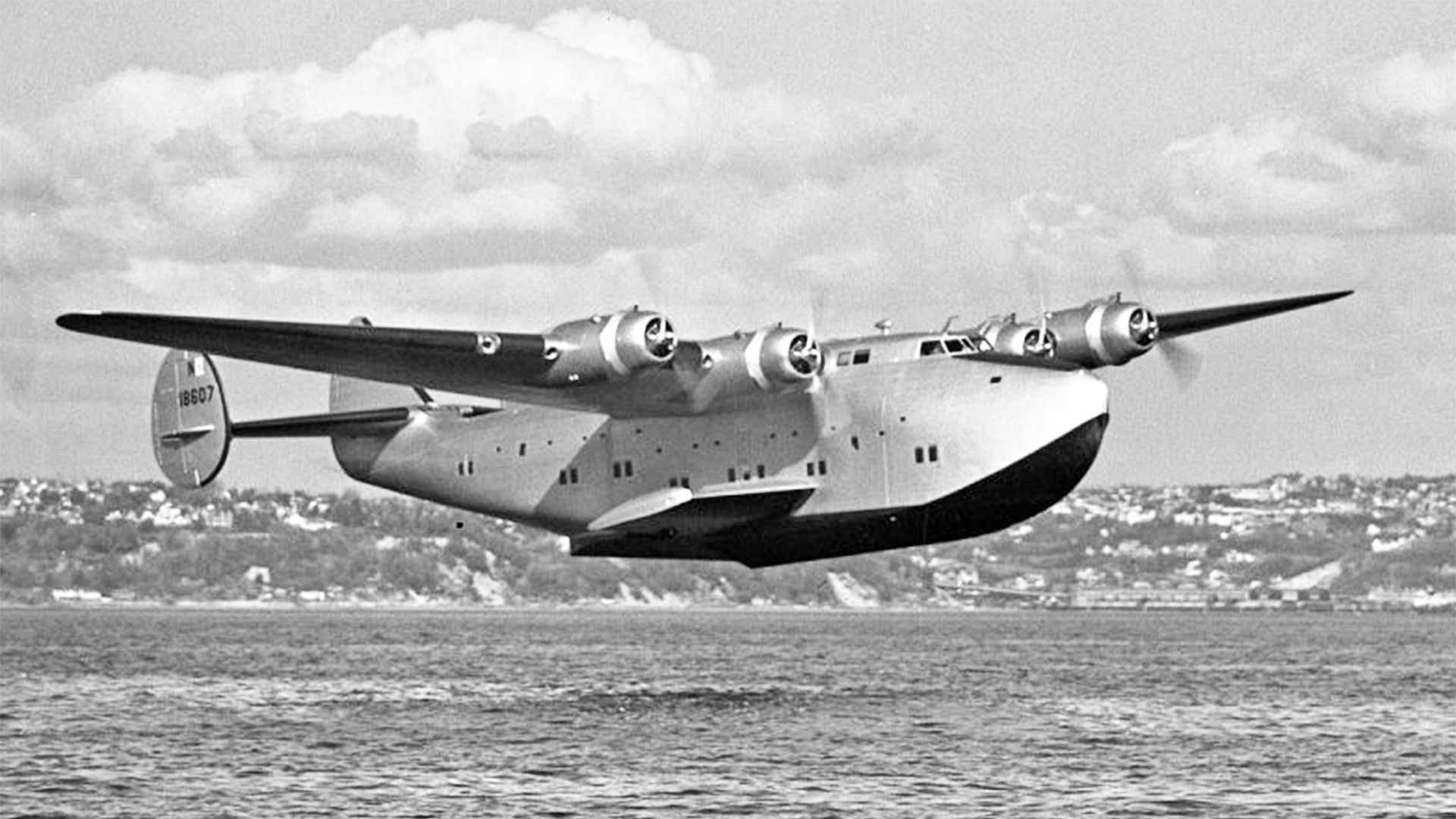
1939: Boeing 314

- 1939: Eine Boeing 314 der Pan Am bringt im ersten transatlantischen Linienflug 40 Passagiere von Long Island, New York mit Zwischenstopp auf den Azoren und in Lissabon nach Marseille, Frankreich. Im September 1939 werden die Flüge aufgrund des beginnenden Zweiten Weltkrieges eingestellt.
- 1948: In Lausanne wird von Delegationen aus 27 Ländern die Union Internationale des Architectes gegründet, inzwischen weltweit größter Architektenverband.
- 1991: Der Rat für gegenseitige Wirtschaftshilfe löst sich mit dem Ende des planwirtschaftlichen Systems durch die politischen Umwälzungen in Osteuropa auf.
- 2011: Das US-amerikanische soziale Netzwerk Google+ wird gestartet.

### Wissenschaft und Technik

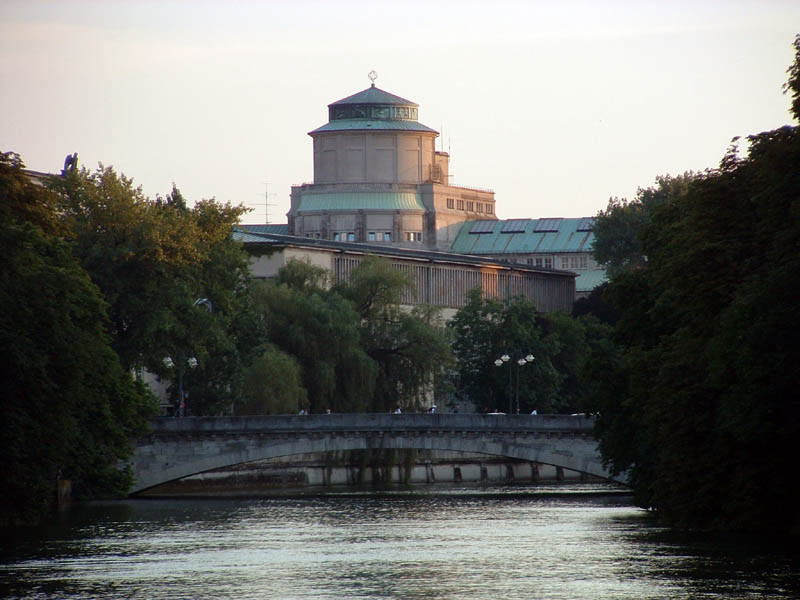
1903: Deutsches Museum

- 1903: Unter dem Vorsitz von Prinz Ludig gründet sich in München auf Initiative Oskar von Millers der „Verein des Museums von Meisterwerken der Naturwissenschaft und Technik“, der die Errichtung des Deutschen Museums einleitet.
- 1910: Der erst wenige Tage zuvor in Betrieb genommene Zeppelin LZ 7 „Deutschland“ stürzt in einem Unwetter am Limberg im Teutoburger Wald bei Bad Iburg nach Versagen eines Motors ab. Passagiere und Besatzung überleben das Unglück.

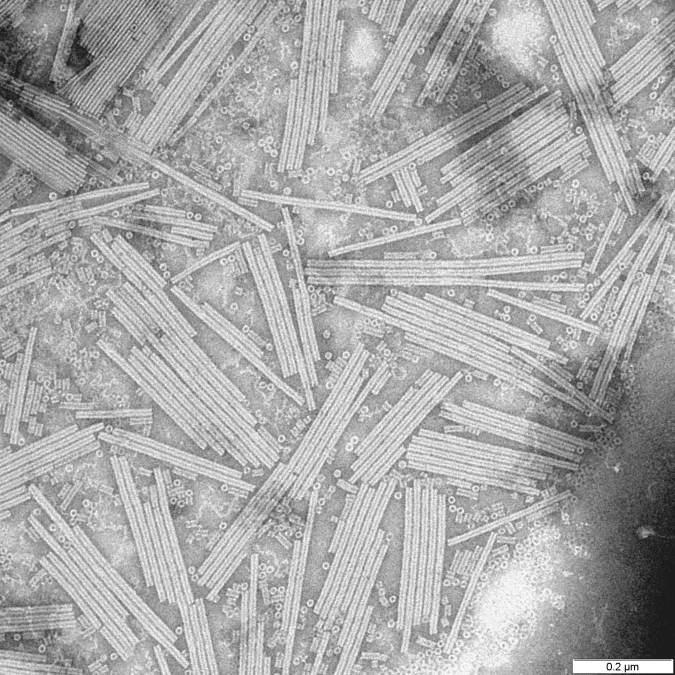
1935: Tabakmosaikvirus

- 1935: Wendell Meredith Stanley berichtet im US-Wissenschaftsmagazin Science über seine Entdeckung, dass das Tabakmosaikvirus ein kristallines Protein ist. Bis dahin wurden Viren als Kleinst-Organismen betrachtet.
- 1945: Das Sportflugzeug Cessna 140 absolviert in den Vereinigten Staaten seinen Erstflug.
- 2005: Der französische Ort Cadarache wird für den Bau des Versuchsreaktors ITER, der durch Kernfusion die Energieversorgung für eine Zukunft nach dem Aufbrauchen der Ölreserven sichern soll, ausgewählt.

### Kultur

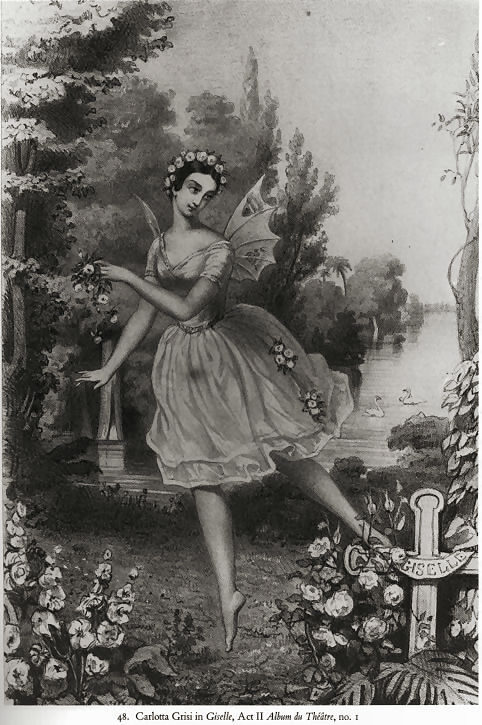
1841: Carlotta Grisi als Giselle

- 1841: Das romantische Ballett Giselle wird in einer Choreografie von Jean Coralli und Jules Perrot an der Pariser Oper uraufgeführt. Die Titelrolle wird von Carlotta Grisi getanzt.
- 1963: Die Oper Figaro lässt sich scheiden von Giselher Klebe wird an der Hamburgischen Staatsoper uraufgeführt.
- 1981: Der erste Tatort mit Götz George alias Horst Schimanski, Duisburg-Ruhrort, wird in der ARD ausgestrahlt.
- 1996: Die Irish-Dance-Show Lord of the Dance von und mit Michael Flatley wird im Point Theatre in Dublin uraufgeführt.

### Gesellschaft
- 1840: Friedrich Fröbel gründet in Bad Blankenburg den ersten Kindergarten in Deutschland.
- 1901: Mit der Militärversicherung wird die erste Sozialversicherung der Schweiz gegründet.

1904: Helen Keller

- 1904: Die taubblinde US-Amerikanerin Helen Keller macht am Radcliffe College ihren Abschluss als Bachelor of Arts.
- 1927: In der Steglitzer Schülertragödie erschießt der Schüler Günther Scheller zuerst den Kochlehrling Hans Stephan und dann sich selbst. Spekulationen um das Lebensumfeld Schellers lösen eine große öffentliche Diskussion aus.

- 1969: Im New Yorker Stadtteil Greenwich Village beginnt in der Bar Stonewall Inn der Aufstand von Homosexuellen und anderen sexuellen Minderheiten gegen die Polizeiwillkür in der New Yorker Christopher Street. Mit dem Christopher Street Day wird bis heute an dieses Ereignis erinnert.

### Religion
- 1243: Innozenz IV. wird als Nachfolger von Coelestin IV. als Papst inthronisiert.

### Katastrophen
- 1904: Das dänische Passagierschiff Norge läuft auf die Untiefe Helen’s Reef in der Nähe der Felsinsel Rockall im Nordatlantik und sinkt innerhalb von 20 Minuten. 625 Passagiere und Besatzungsmitglieder kommen ums Leben. Der Untergang der Norge ist das bis dahin größte Schiffsunglück im Nordatlantik.
- 1948: Ein Erdbeben der Stärke 7,3 in Fukui, Japan, fordert 5390 Todesopfer.

Kleinere Unglücksfälle sind in den Unterartikeln von Katastrophe und in der Liste von Katastrophen aufgeführt.

### Sport

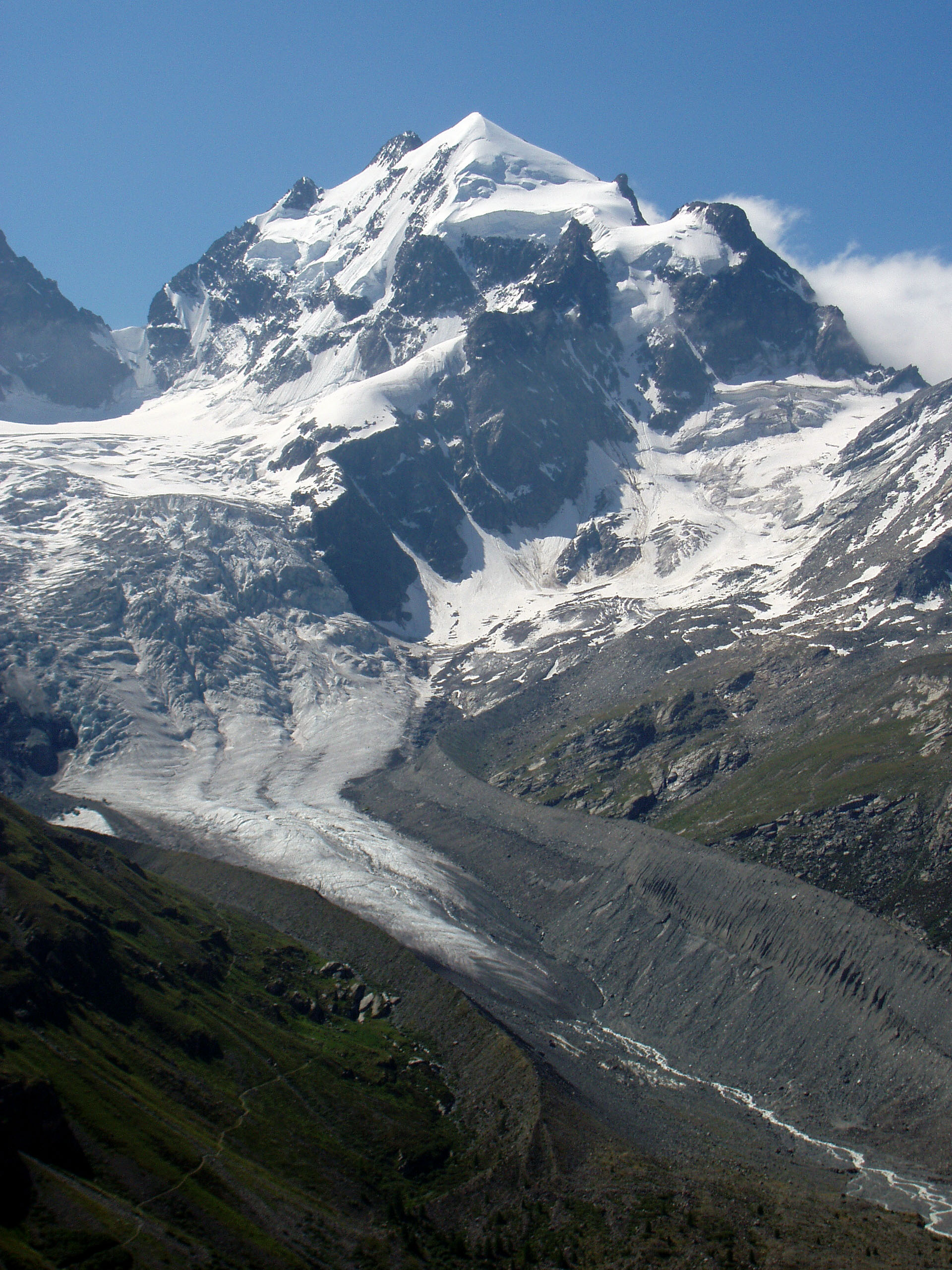
1865: Piz Roseg

- 1865: Einer Seilschaft bestehend aus Adolphus Warburton Moore, Horace Walker und Jakob Anderegg gelingt die Erstbesteigung des Piz Roseg in der Graubündner Berninagruppe.
- 1997: Mike Tyson beißt seinem Kontrahenten Weltmeister Evander Holyfield bei einem Box-WM-Kampf in Las Vegas ein Stück von einem Ohr ab, woraufhin ihm für unbestimmte Zeit die Boxlizenz entzogen wird.

Einträge von Leichtathletik-Weltrekorden befinden sich unter der jeweiligen Disziplin unter Leichtathletik.
Einträge zu Fußballweltmeisterschaftsspielen finden sich in den Unterseiten von Fußball-Weltmeisterschaft. Das Gleiche gilt für Fußball-Europameisterschaften.

## Geboren

### Vor dem 18. Jahrhundert
- 1170: Waldemar II. genannt „der Sieger“, König von Dänemark
- 1243: Go-Fukakusa, 89. Kaiser von Japan
- 1425: Adolf von Kleve, deutscher Adeliger
- 1444: Charlotte, Königin von Zypern
- 1476: Paul IV., Papst
- 1478: Johann von Aragón und Kastilien, Prinz von Asturien, einziger Sohn der Katholischen Könige
- 1490: Albrecht von Brandenburg, Kurfürst von Mainz und Markgraf von Brandenburg

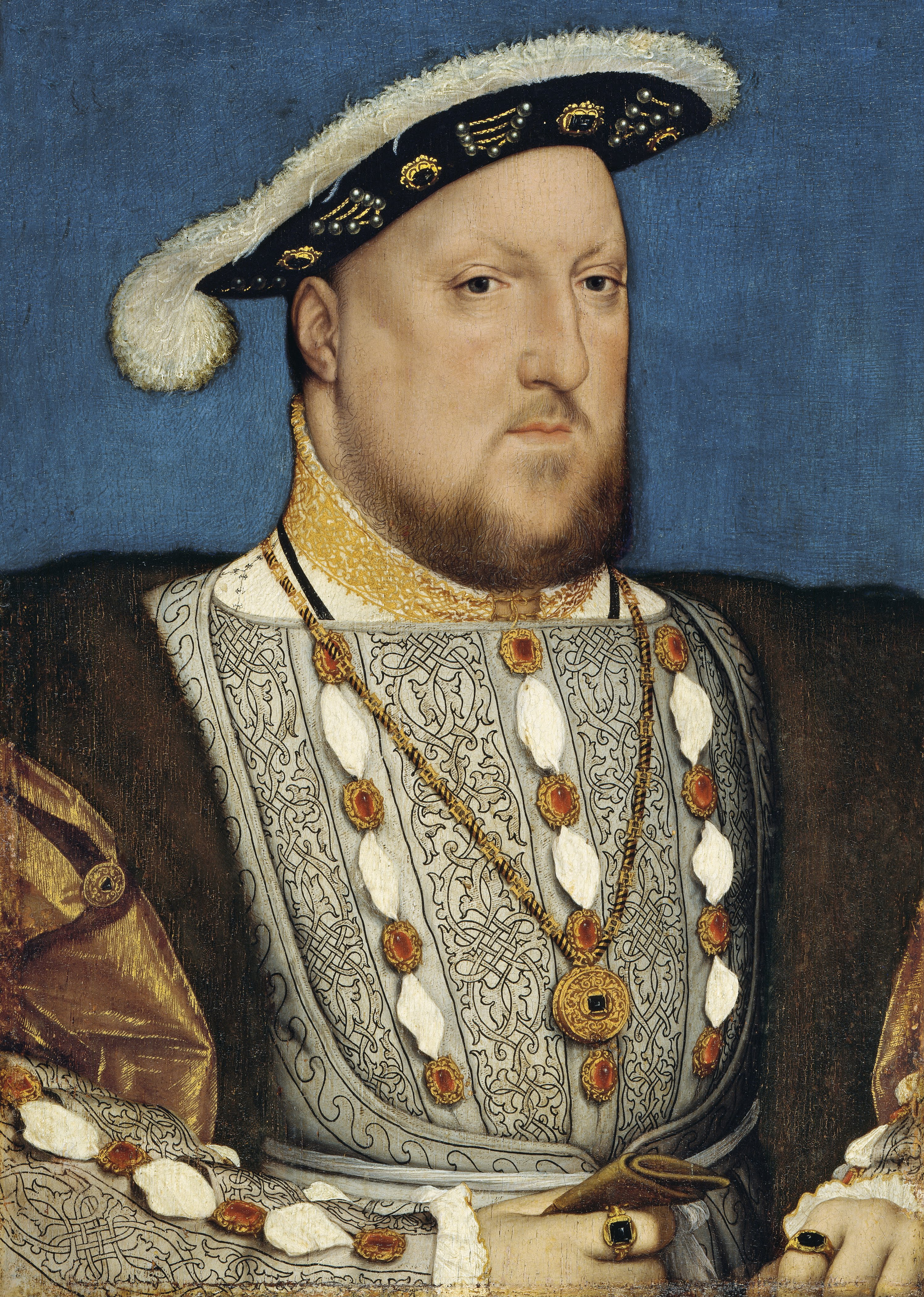
Heinrich VIII. von England (* 1491)

- 1491: Heinrich VIII., König von England
- 1529: Bartolomeo Passarotti, italienischer Maler und Radierer
- 1560: Jean de Lascaris-Castellar, Großmeister des Malteserordens
- 1562: Paul Tarnow, deutscher lutherischer Theologe, Rektor der Universität Rostock
- 1577: Peter Paul Rubens, flämischer Maler
- 1582: William Fiennes, 1. Viscount Saye and Sele, englischer Adeliger und Politiker
- 1585: Baltasar Elisio de Medinilla, spanischer Schriftsteller und religiöser Lyriker
- 1586: Paul Siefert, deutscher Organist und Komponist (Taufdatum)
- 1588: Per Banér, schwedischer Staatsmann
- 1604: Heinrich Albert, deutscher Liederdichter und Komponist
- 1611: Robert Rich, 3. Earl of Warwick, englischer Adeliger
- 1641: Marie Casimire Louise de la Grange d’Arquien, französische Adelige, Königin von Polen und Großfürstin von Litauen
- 1642: Jacob de Graeff, niederländischer Politiker und Patrizier
- 1653: Muhammad Azam Shah, Großmogul von Indien
- 1664: Nicolas Bernier, französischer Komponist
- 1667: Iwan Jurjewitsch Trubezkoi, russischer Feldmarschall
- 1669: Lebrecht, Fürst von Anhalt-Bernburg-Schaumburg-Hoym
- 1674: Pier Leone Ghezzi, italienischer Maler, Radierer und Zeichner
- 1677: Christoph Heinrich Zeibich, deutscher lutherischer Theologe
- 1692: Louisa Maria Theresa Stuart, schottische Prinzessin

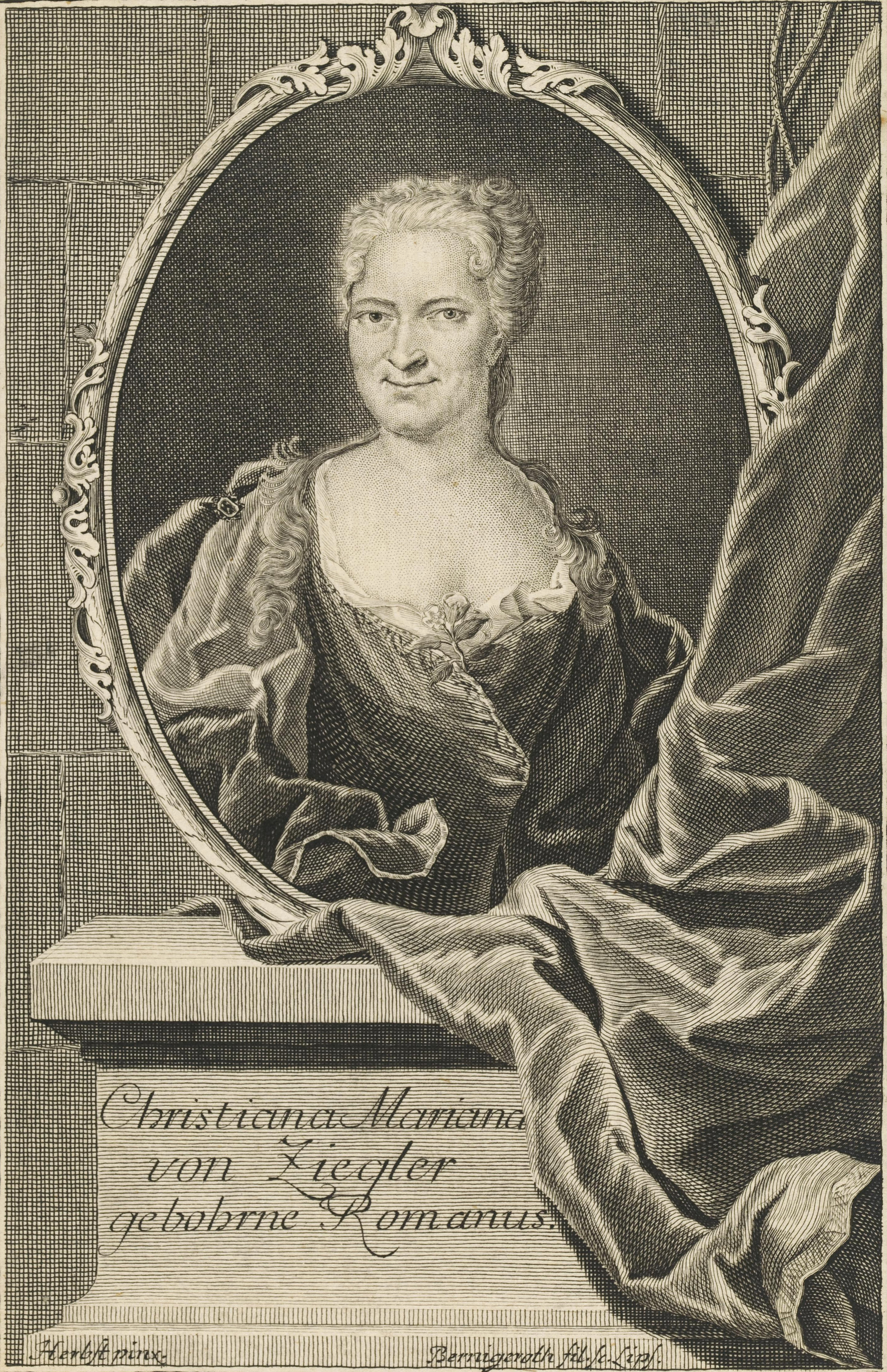
Christiana Mariana von Ziegler (* 1695)

- 1695: Christiana Mariana von Ziegler, sächsische Schriftstellerin

### 18. Jahrhundert
- 1701: Cölestin Gugger von Staudach, Fürstabt des Klosters St. Gallen
- 1703: John Wesley, britischer Erweckungsprediger, Begründer der methodistischen Tradition

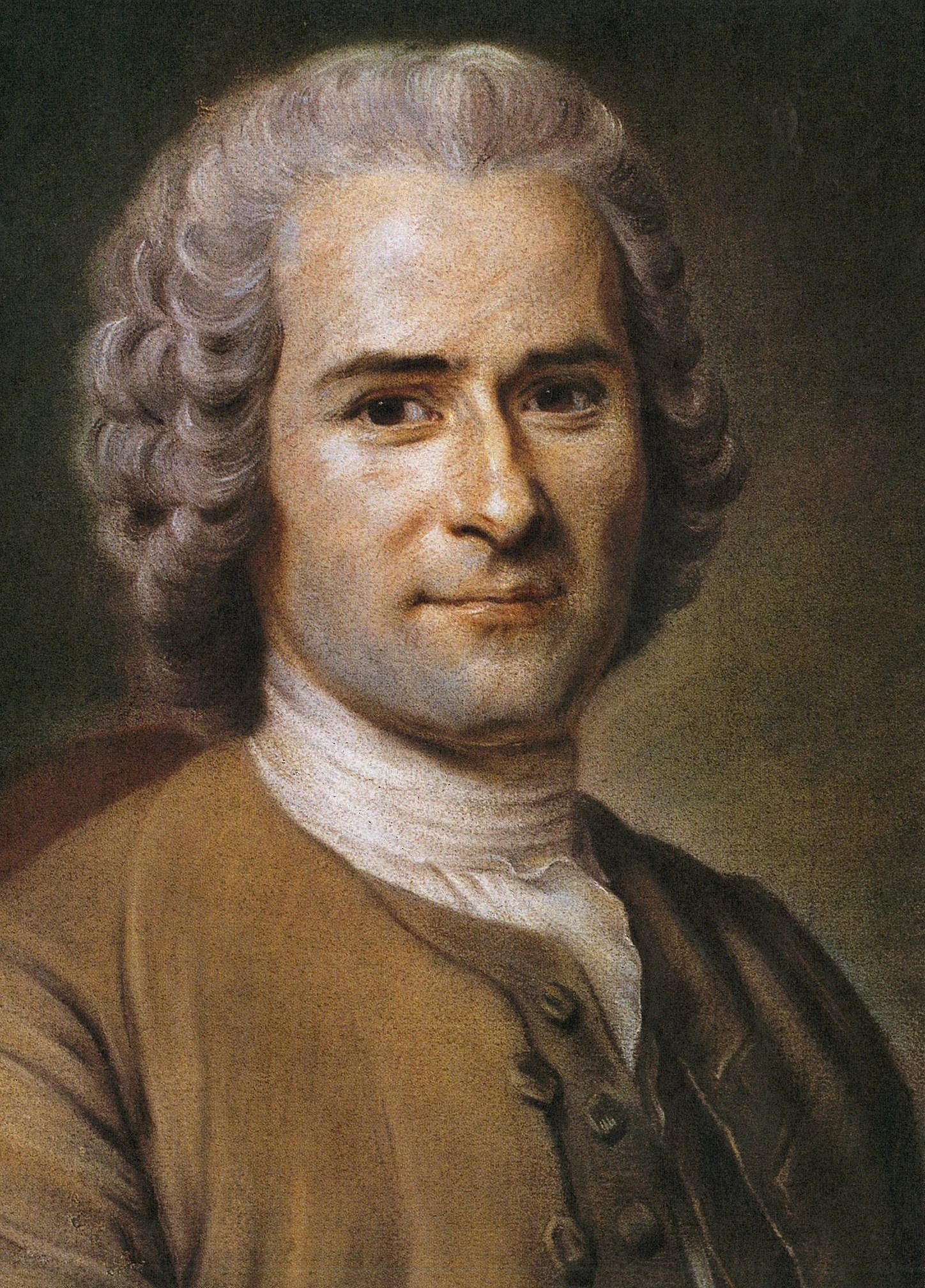
Jean-Jacques Rousseau (* 1712)

- 1712: Jean-Jacques Rousseau, eidgenössisch-französischer Schriftsteller, Philosoph, Pädagoge, Naturforscher und Komponist der Aufklärung
- 1719: Étienne-François de Choiseul, französischer Staatsmann
- 1720: Johann Christian Hebenstreit, deutscher Arzt und Botaniker
- 1730: Iwan Petrowitsch Saltykow, russischer Feldmarschall
- 1736: Gottlieb Konrad Pfeffel, deutscher Schriftsteller und Pädagoge
- 1742: William Hooper, Delegierter von North Carolina im Kontinentalkongress
- 1745: August Friedrich Oelenhainz, deutscher Maler
- 1753: Anton Stadler, österreichischer Klarinettist
- 1754: Claude François de Malet, französischer General
- 1773: Frédéric Cuvier, französischer Zoologe und Physiker
- 1775: Karl Wichmann, preußischer Bildhauer
- 1788: Heinrich Gottlieb Kühn, deutscher Direktor der Königlichen Porzellanmanufaktur
- 1788: Franz Joseph Merklin, deutscher Orgelbauer
- 1791: Amanz Dürholz, Schweizer Politiker
- 1793: Georg Friedrich Schömann, deutscher Altphilologe
- 1794: John Biscoe, englischer Entdecker
- 1796: Paul Camille von Denis, deutscher Ingenieur und Eisenbahnpionier
- 1796: Peter Rigler, österreichischer Wiederbegründer des Deutschen Ordens

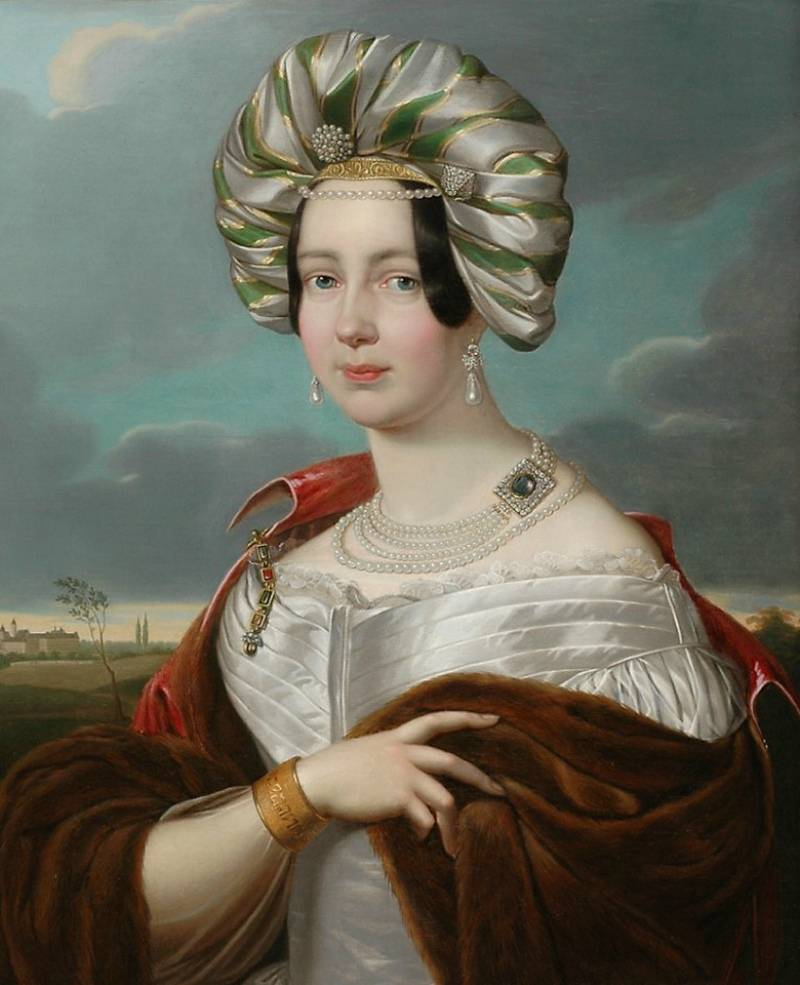
Amalie von Württemberg (* 1799)

- 1799: Amalie von Württemberg, Herzogin von Württemberg und Sachsen-Altenburg

### 19. Jahrhundert

#### 1801–1850
- 1804: Franz Julius Ferdinand Meyen, deutscher Mediziner, Botaniker und Universitätsprofessor
- 1804: Ottilie von Steyber, Bürgerrechtlerin
- 1805: František Cyril Kampelík, tschechischer Volksaufklärer und Begründer der Selbsthilfe-Genossenschaften
- 1807: Anton Philipp Reclam, deutscher Verleger

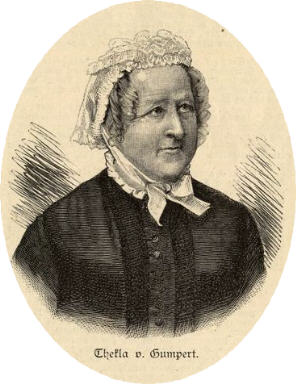
Thekla von Gumpert (* 1810)

- 1810: Thekla von Gumpert, deutsche Kinder- und Jugendschriftstellerin
- 1811: Georg von Adelmann, deutscher Mediziner
- 1815: Robert Franz, deutscher Komponist
- 1818: Angelo Secchi, italienischer Astronom
- 1819: Carlotta Grisi, italienische Ballerina
- 1819: Ilja Stepanowitsch Schumow, russischer Schachmeister und -komponist
- 1821: Max Maretzek, US-amerikanischer Operndirektor, Dirigent und Komponist
- 1823: Jules Adenis, französischer Journalist, Schriftsteller und Librettist
- 1823: Johann Wilhelm Schwedler, deutscher Bauingenieur und Baubeamter
- 1824: Paul Broca, französischer Anthropologe und Arzt
- 1825: Emil Erlenmeyer, deutscher Chemiker
- 1825: Benedicta Riepp, deutsche Benediktinerin
- 1826: Adalbert Förtsch, deutscher Orgelbauer

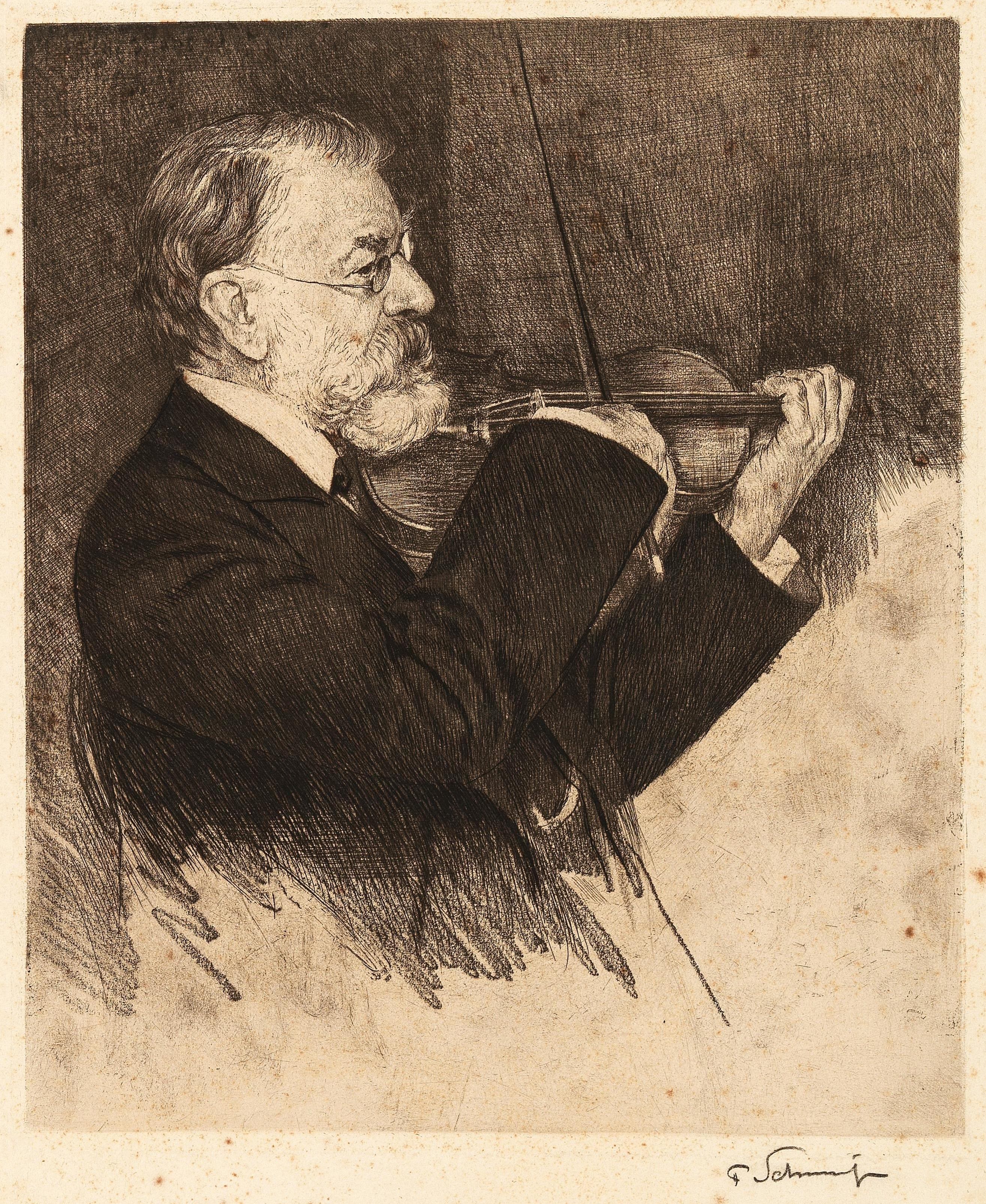
Joseph Joachim (* 1831)

- 1831: Joseph Joachim, ungarischer Violinist, Dirigent und Komponist
- 1835: John Young Brown, US-amerikanischer Jurist und Politiker, Gouverneur von Kentucky
- 1836: Lyman J. Gage, US-amerikanischer Geschäftsmann und Politiker, Finanzminister
- 1846ː Sara Hendriks, niederländische Malerin und Zeichnerin
- 1846: Otto Piltz, deutscher Maler
- 1847: Sveinbjörn Sveinbjörnsson, isländischer Komponist, Pianist und Musiklehrer
- 1850: Matthew Maguire, US-amerikanischer Maschinist, Gewerkschafter und Vizepräsidentschaftskandidat
- 1850: Heinrich Mayer, deutscher Unternehmer

#### 1851–1900
- 1851: Robert Friedberg, deutscher Nationalökonom und Politiker, MdL, MdR
- 1851: Waldemar Mueller, deutscher Bankier und Politiker, MdR
- 1852: Hans Huber, Schweizer Komponist, Pianist und Musikpädagoge
- 1852: Georg Loeschcke, deutscher Altphilologe und Archäologe

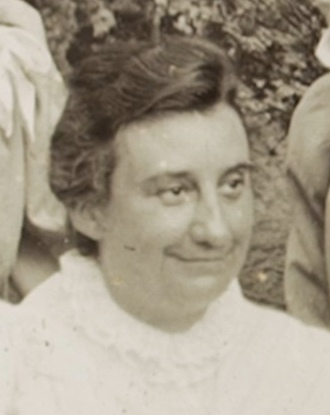
Alice Lee (* 1858)

- 1858: Alice Lee, britische Mathematikerin
- 1863ː Annie Seifert, deutsche Malerin und Grafikerin, Gründungsmitglied der Gruppe Dresdner Künstlerinnen
- 1865: Otto Julius Bierbaum, deutscher Literat
- 1867: Luigi Pirandello, italienischer Schriftsteller, Nobelpreisträger
- 1871: Peter Rosenberg, lettischer Pastor und evangelischer Bekenner
- 1873: Ludwig Arzt, deutscher Unternehmer

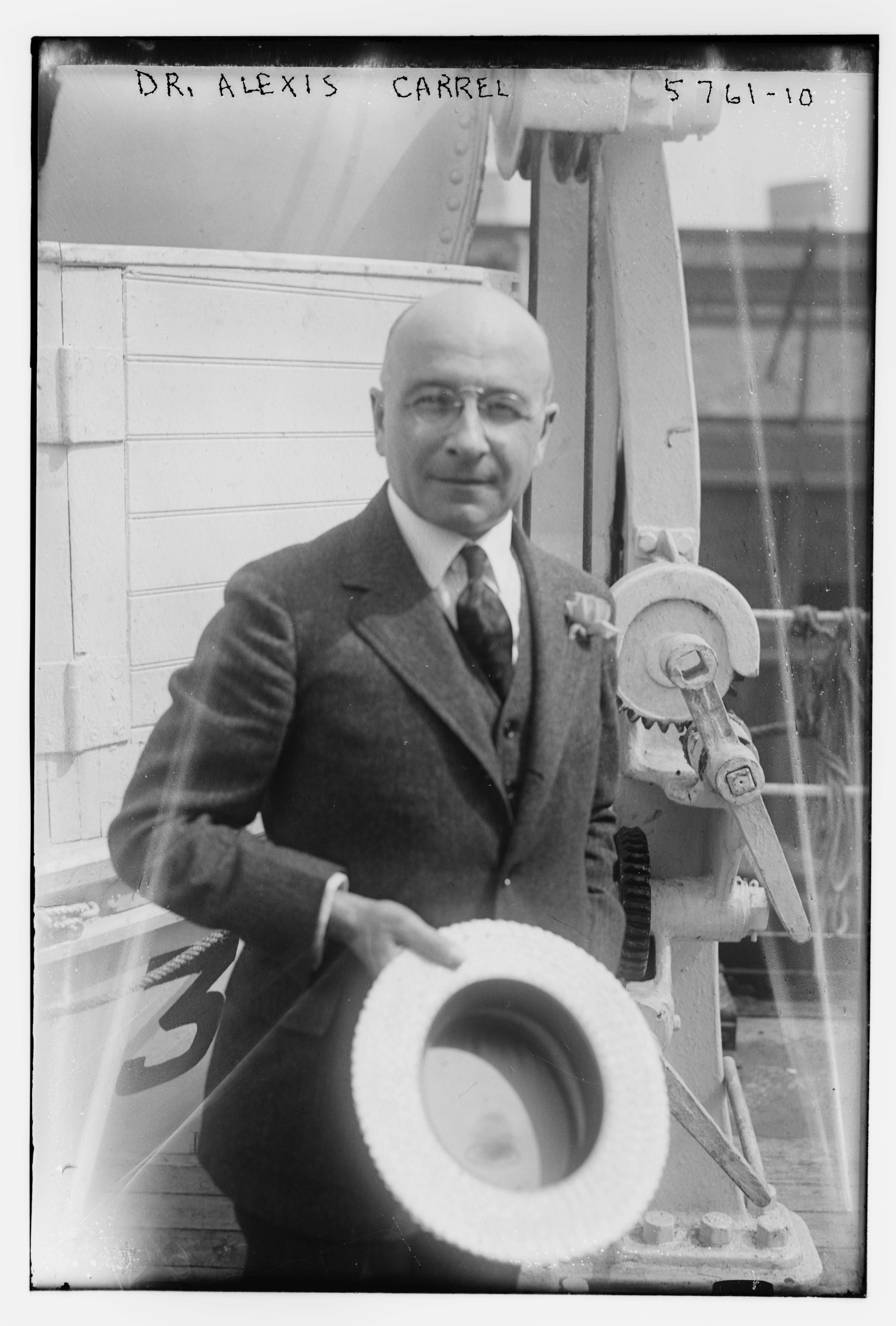
Alexis Carrel (* 1873)

- 1873: Alexis Carrel, französischer Chirurg, Nobelpreisträger
- 1873: Daisy von Pless, High-Society-Lady des europäischen Hochadels
- 1875: Henri Léon Lebesgue, französischer Mathematiker
- 1876: Alfred Marxer, Schweizer Kunstmaler und Grafiker
- 1879: Charles Montier, französischer Automobilrennfahrer und Fahrzeugkonstrukteur
- 1882: Christian Steinmetz, US-amerikanischer Basketballspieler
- 1883: Weiß Ferdl, deutscher Humorist
- 1883: Pierre Laval, französischer Politiker, Premierminister
- 1885: Berthold Viertel, österreichischer Regisseur und Schriftsteller
- 1886: Aloïse Corbaz, Schweizer Künstlerin
- 1886: Walther Veeck, deutscher Archäologe
- 1887: Boleslav Vomáčka, tschechischer Komponist, Musikkritiker und Jurist
- 1888: Alfons von Czibulka, österreichischer Schriftsteller und Maler
- 1889: ʿAbbās al-ʿAqqād, ägyptischer Schriftsteller, Historiker, Dichter, Philosoph und Journalist
- 1891: Esther Louise Forbes, US-amerikanische Schriftstellerin
- 1893: Hugo Scharnberg, deutscher Politiker, MdHB, MdB
- 1893: Martha Maas, deutsche Fotografin
- 1893: Florence Henri, US-amerikanische Malerin und Fotografin
- 1895: Kazimierz Sikorski, polnischer Komponist
- 1896: Lazar Wechsler, Schweizer Filmproduzent, bedeutender Vertreter des frühen Schweizer Films
- 1897: André Dubonnet, französischer Militärpilot, Sportler, Automobilrennfahrer, Unternehmer und Erfinder
- 1899: Manfred Näslund, schwedischer Forstwissenschaftler
- 1900: Heinrich Busch, deutscher Pianist und Komponist
- 1900: Asa Martin, US-amerikanischer Old-Time-Musiker

### 20. Jahrhundert

#### 1901–1925
- 1901: Kurt Helbig, deutscher Gewichtheber, Olympiasieger
- 1901: Alfred Müller-Armack, deutscher Nationalökonom und Kultursoziologe
- 1902: Richard Rodgers, US-amerikanischer Musicalkomponist
- 1902: John C. Raven, britischer Psychologe
- 1904: Wilbur Schwandt, US-amerikanischer Komponist
- 1905: Kurt Ulrich, deutscher Filmproduzent

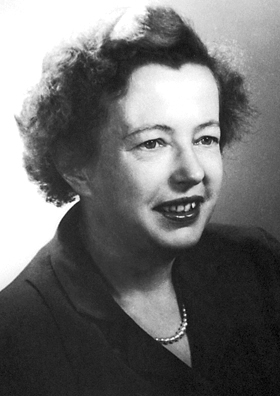
Maria Goeppert-Mayer (* 1906)

- 1906: Maria Goeppert-Mayer, deutsch-US-amerikanische Physikerin, Nobelpreisträgerin
- 1908: Cornelis Dusseldorp, niederländischer Ruderer
- 1908: Heinz Moog, österreichischer Schauspieler
- 1909: Eric Ambler, britischer Schriftsteller
- 1909: Hans Leibundgut, Schweizer Forstwissenschaftler
- 1909: Jindřich Praveček, tschechischer Komponist, Militärkapellmeister und Blasorchesterdirigent
- 1910: Johannes Frömming, deutscher Trabrennsportler
- 1910: Erich Kuby, deutscher Journalist und Schriftsteller
- 1911: Bernhard zur Lippe-Biesterfeld, deutscher Prinz und Gemahl der Königin der Niederlande
- 1912: Carl Friedrich von Weizsäcker, deutscher Physiker und Philosoph
- 1912: Karl Seebach, deutscher Mathematiker und Didaktiker
- 1913: Franz Antel, österreichischer Regisseur, Produzent und Autor
- 1913: George Lloyd, englischer Komponist

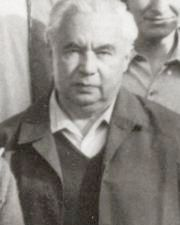
Paul Tröger (* 1913)

- 1913: Paul Tröger, deutscher Schachmeister
- 1914: Aribert Heim, österreichischer Arzt, Kriegsverbrecher (Schlächter von Mauthausen)
- 1915: Garoto, brasilianischer Musiker und Komponist
- 1915: Hans-Jürg von Kalckreuth, deutscher Generalmajor
- 1915: David Honeyboy Edwards, US-amerikanischer Delta-Blues-Musiker
- 1916: Manfred Steffen, deutscher Schauspieler
- 1917: Bert De Cleyn, belgischer Fußballspieler
- 1918: Friedrich Falch, österreichischer Politiker, LAbg.
- 1921: Peter Dubovský, slowakischer Weihbischof
- 1921: P. V. Narasimha Rao, indischer Politiker, Premierminister
- 1922: Ernst Arnds, deutscher Politiker, MdL
- 1922: Hans Frauenfelder, schweizerisch-US-amerikanischer Physiker
- 1923ː Basilia Gürth, österreichische Äbtissin, Malerin und Glaskünstlerin
- 1925: George Morgan, US-amerikanischer Musiker
- 1925: Giselher Klebe, deutscher Komponist

#### 1926–1950

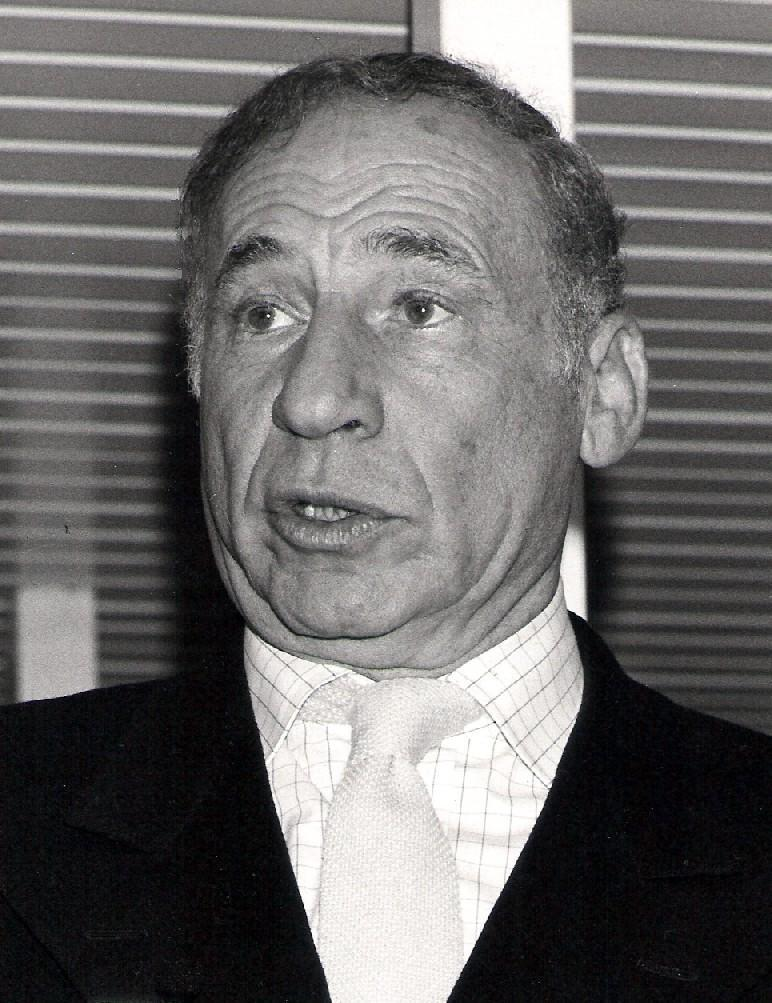
Mel Brooks (* 1926)
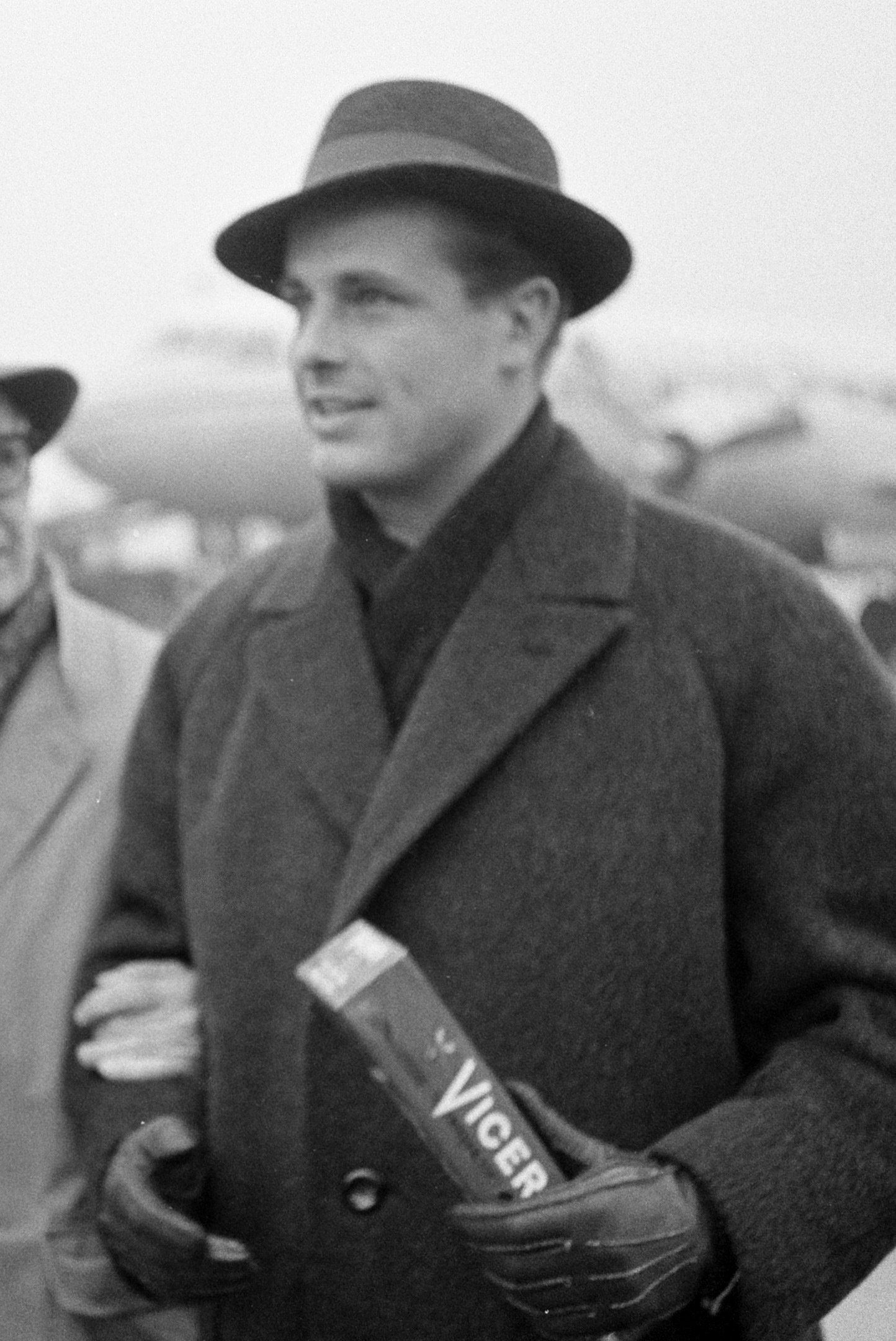
Joachim Hansen (* 1930)
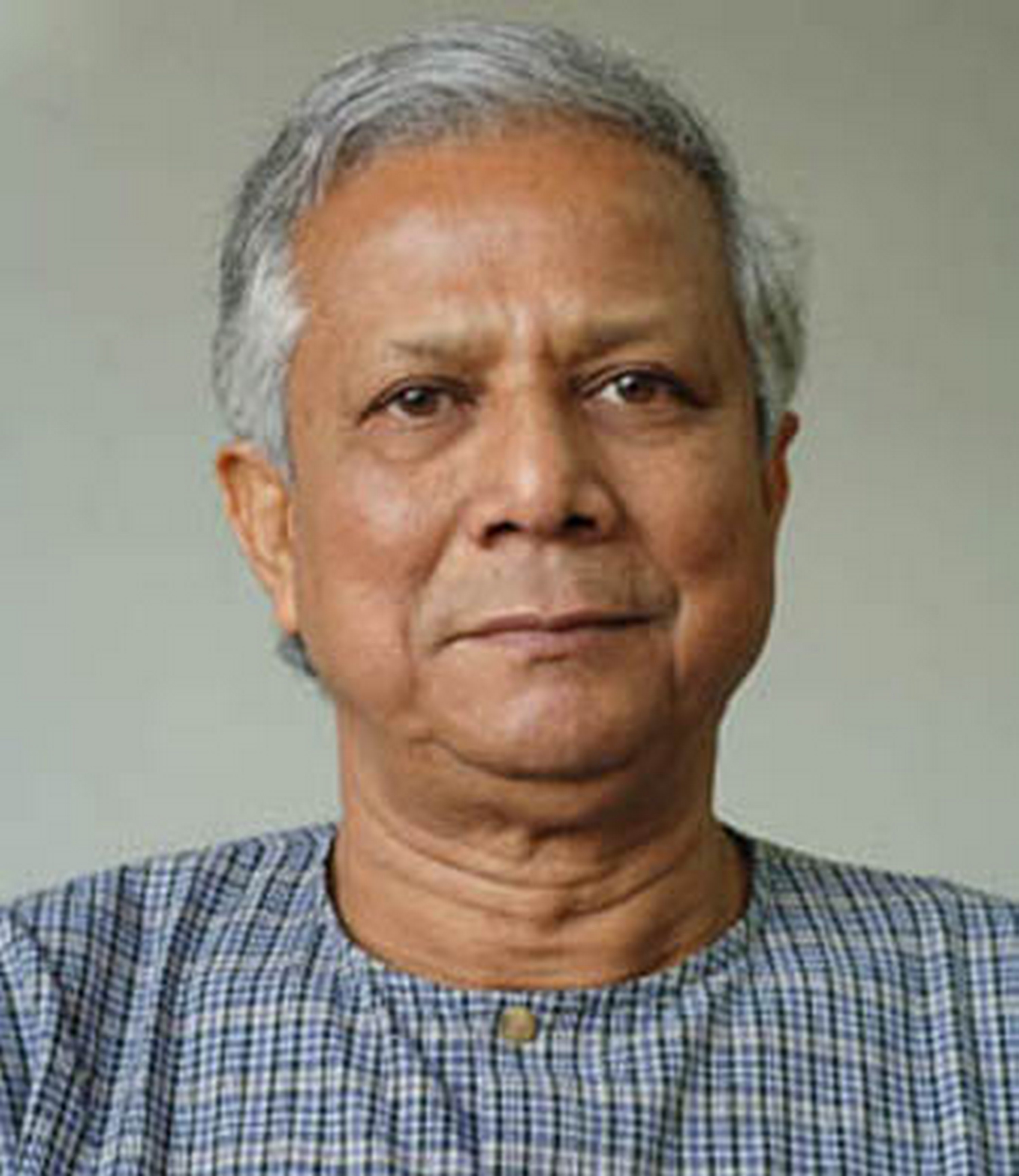
Muhammad Yunus (* 1940)
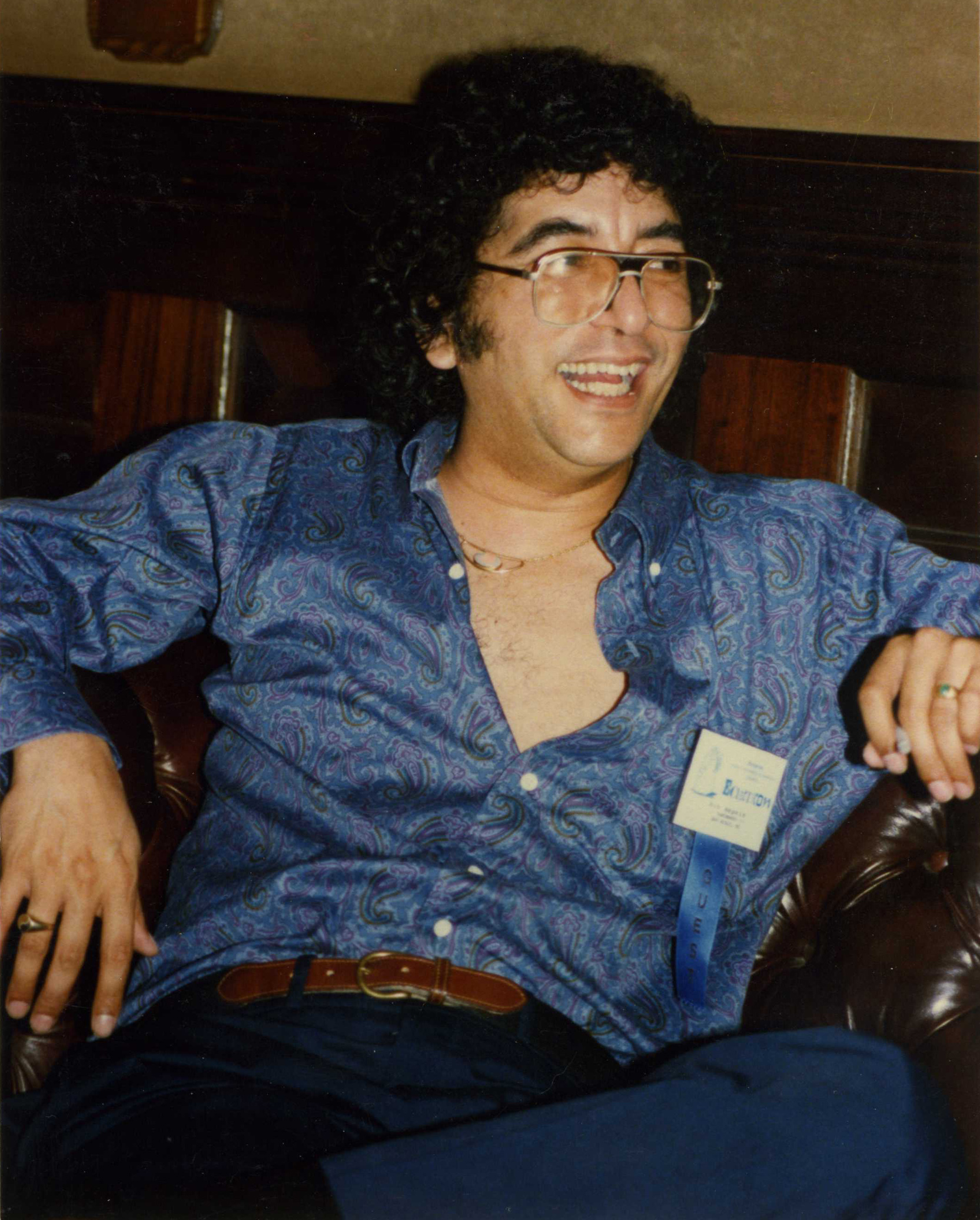
Peter Abrahams (* 1947)
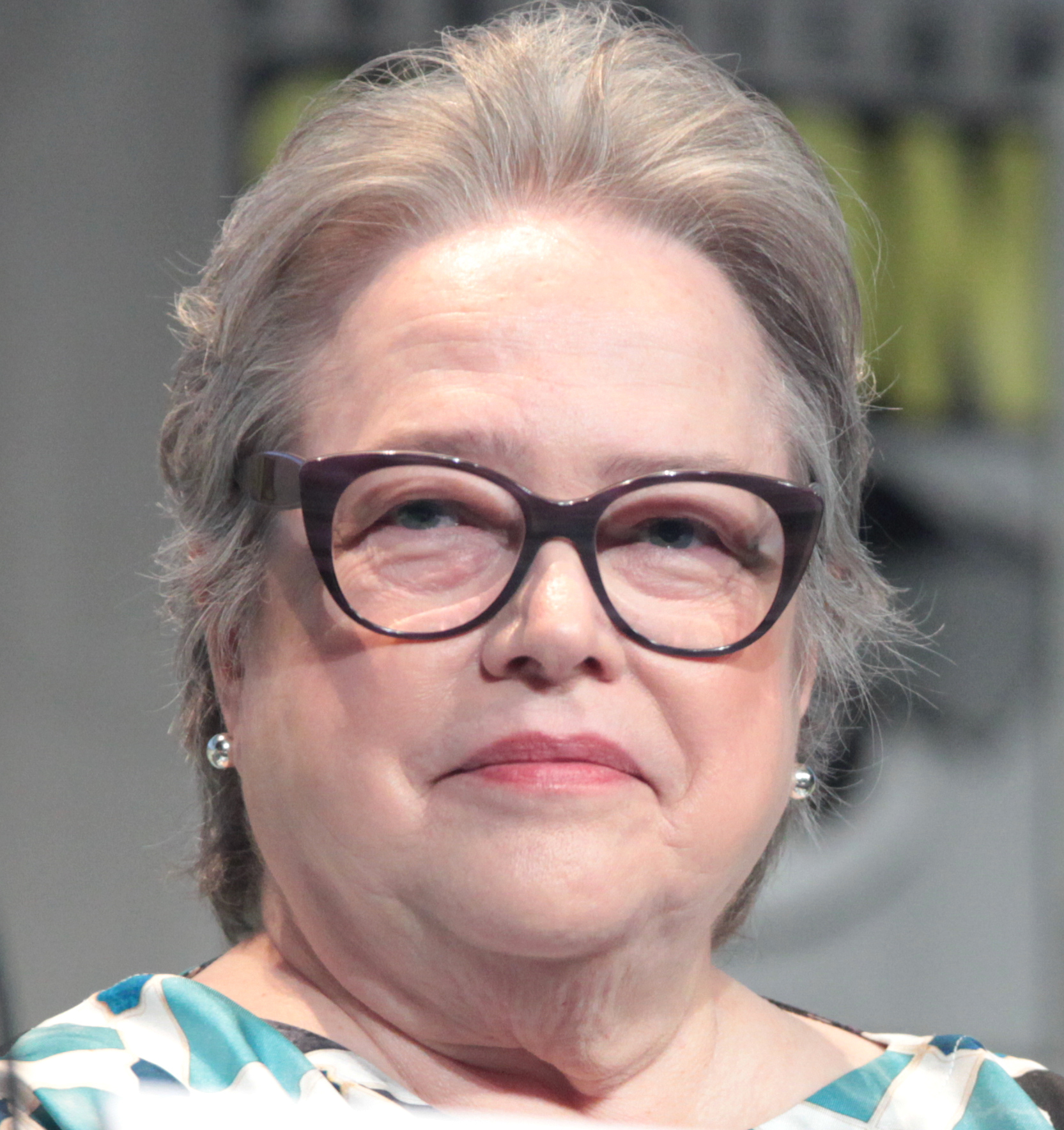
Kathy Bates (* 1948)
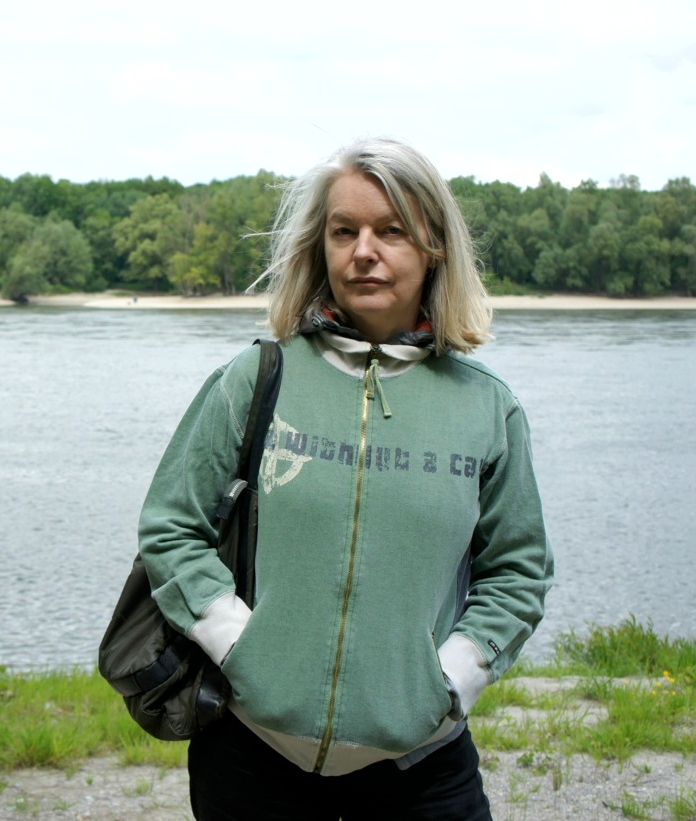
Marlene Streeruwitz (* 1950)

- 1926: Mel Brooks, US-amerikanischer Schauspieler und Regisseur
- 1926ː Helga Kõrge, Glaskünstlerin und Designerin aus Estland
- 1926: Horst Niendorf, deutscher Schauspieler und Synchronsprecher
- 1927: Frank Sherwood Rowland, US-amerikanischer Chemiker
- 1927: Stefan Sonderegger, Schweizer Germanist und Sprachwissenschaftler
- 1928: Claus Biederstaedt, deutscher Schauspieler
- 1928: John Stewart Bell, irischer Physiker
- 1928: Hans Blix, schwedischer Politiker, Außenminister, Direktor der Internationalen Atomenergie-Organisation
- 1928: Paul Urmuzescu, rumänischer Komponist
- 1929: Andreas von Jugoslawien, Bruder des letzten Königs von Jugoslawien
- 1929: Gerhard Frank, deutscher Jurist, Jagdfunktionär und Politiker, MdL
- 1930: Ignatius Pierre VIII. Abdel-Ahad, syrischer Geistlicher, Erzbischof von Beirut, Patriarch von Antiochien
- 1930: Joachim Hansen, deutscher Schauspieler
- 1931: Jürg Federspiel, Schweizer Schriftsteller
- 1931: Ivan Nagel, ungarisch-deutscher Kritiker, Publizist und Theaterintendant
- 1931: Erika Uitz, deutsche Mittelalterhistorikerin
- 1932: George M. Anathil, indischer Geistlicher, Bischof von Indore
- 1932: Pat Morita, US-amerikanischer Schauspieler
- 1933ː Nora Orlandi, italienische Pianistin, Violinistin, Sopranistin, Filmkomponistin und Schauspielerin
- 1934: Michael Artin, US-amerikanischer Mathematiker
- 1934: Helmut Hesse, deutscher Ökonom
- 1934: Lucien Trueb, Schweizer Chemiker, Journalist und Autor
- 1934: Georges Wolinski, französischer Karikaturist
- 1935: Claudio Cavadini, Schweizer Komponist
- 1935: Anatoli Petrowitsch Tarabrin, sowjetischer Ruderer, Olympiamedaillengewinner
- 1935: Nicola Tempesta, italienischer Judoka
- 1936: Kurt Krenn, österreichischer Geistlicher, Weihbischof in Wien, Bischof von St. Pölten
- 1936: Heiner Müller-Merbach, deutscher Wirtschaftsinformatiker
- 1936: Andrzej Pstrokoński, polnischer Basketballspieler und -trainer
- 1937: Richard Bright, US-amerikanischer Schauspieler
- 1937: Juan José Saer, argentinischer Schriftsteller
- 1938: Gerhard Dickel, deutscher Kirchenmusikdirektor und Kantor, Organist und Musikprofessor
- 1939: Hinrich Swieter, deutscher Politiker, MdL, Landesminister
- 1940: Yasmeen Lari, pakistanische Architektin
- 1940: Muhammad Yunus, bangladeschischer Wirtschaftswissenschaftler, Begründer des Mikrofinanz-Gedankens, Friedensnobelpreisträger
- 1941: David Johnston, kanadischer Rechtswissenschaftler und Autor
- 1942: Rupert Sheldrake, britischer Autor und Biologe
- 1942: Chris Hani, südafrikanischer Politiker
- 1942: Timothy Moores, britischer Fernsehregisseur
- 1942: Vidosav Stevanović, serbischer Schriftsteller
- 1943: Pietro Guerra, italienischer Radrennfahrer
- 1943: Klaus von Klitzing, deutscher Physiker, Nobelpreisträger
- 1943: Ryszard Krynicki, polnischer Dichter und Verleger
- 1944: Otto Hofer, Schweizer Dressurreiter, Olympiamedaillengewinner
- 1944: Rudi Lins, österreichischer Automobilrennfahrer
- 1944: Aleksandar Ristić, bosnisch-herzegovinisch-kroatischer Fußballspieler und -trainer
- 1945: Reinhardt Breitfelder, deutscher Offizier, Abteilungsleiter des Bundesnachrichtendienstes
- 1945: Philippa Marrack, britisch-US-amerikanische Biochemikerin und Immunologin
- 1946: Robert Lynn Asprin, US-amerikanischer Schriftsteller
- 1947: Peter Abrahams, US-amerikanischer Schriftsteller
- 1947: John Aston junior, englischer Fußballspieler
- 1947ː Beate Wassermann, deutsche Malerin und Glaskünstlerin
- 1948: Kathy Bates, US-amerikanische Schauspielerin
- 1948: Ellen Wessinghage, deutsche Leichtathletin
- 1949: Peter Gruss, deutscher Biologe
- 1949: Reinhold Kopp, deutscher Politiker, Jurist und Wirtschaftsfunktionär, MdL
- 1950: Marlene Streeruwitz, österreichische Schriftstellerin
- 1950: Guttorm Guttormsen, norwegischer Jazzmusiker
- 1950: Jacques van Oortmerssen, niederländischer Pianist, Organist, Dirigent und Komponist

#### 1951–1975
- 1951: Rolf Milser, deutscher Gewichtheber und Sportfunktionär, Olympiasieger, Weltmeister
- 1952: Abdo Arbach, syrischer Geistlicher und Exarch von Argentinien
- 1952: Otmar Kaufhold, deutscher Ruderer
- 1952: Pietro Mennea, italienischer Leichtathlet, Olympiasieger
- 1952: Alan Pasqua, US-amerikanischer Jazz- und Rockpianist
- 1952: Debbie Zipp, US-amerikanische Schauspielerin
- 1953: Clemens Appel, deutscher Jurist, Politiker und Unternehmensberater

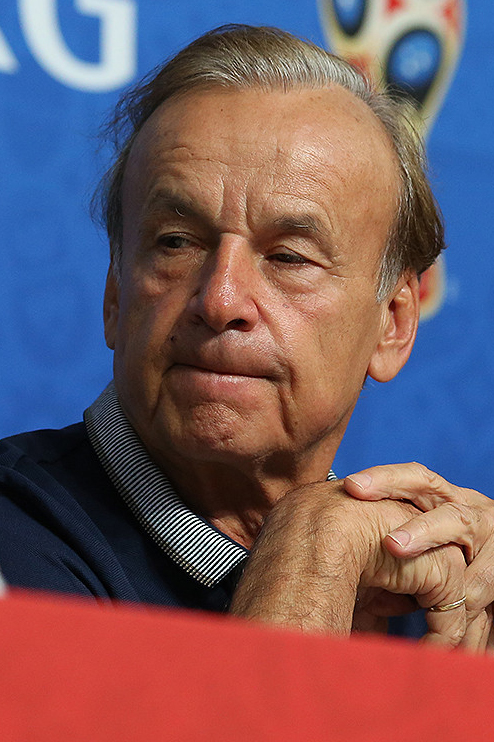
Gernot Rohr (* 1953)

- 1953: Gernot Rohr, deutscher Fußballspieler und -trainer
- 1954: Bruce Abbott, US-amerikanischer Schauspieler
- 1954: Erzsébet Pongrátzné Vasvári, ungarische Sportschützin

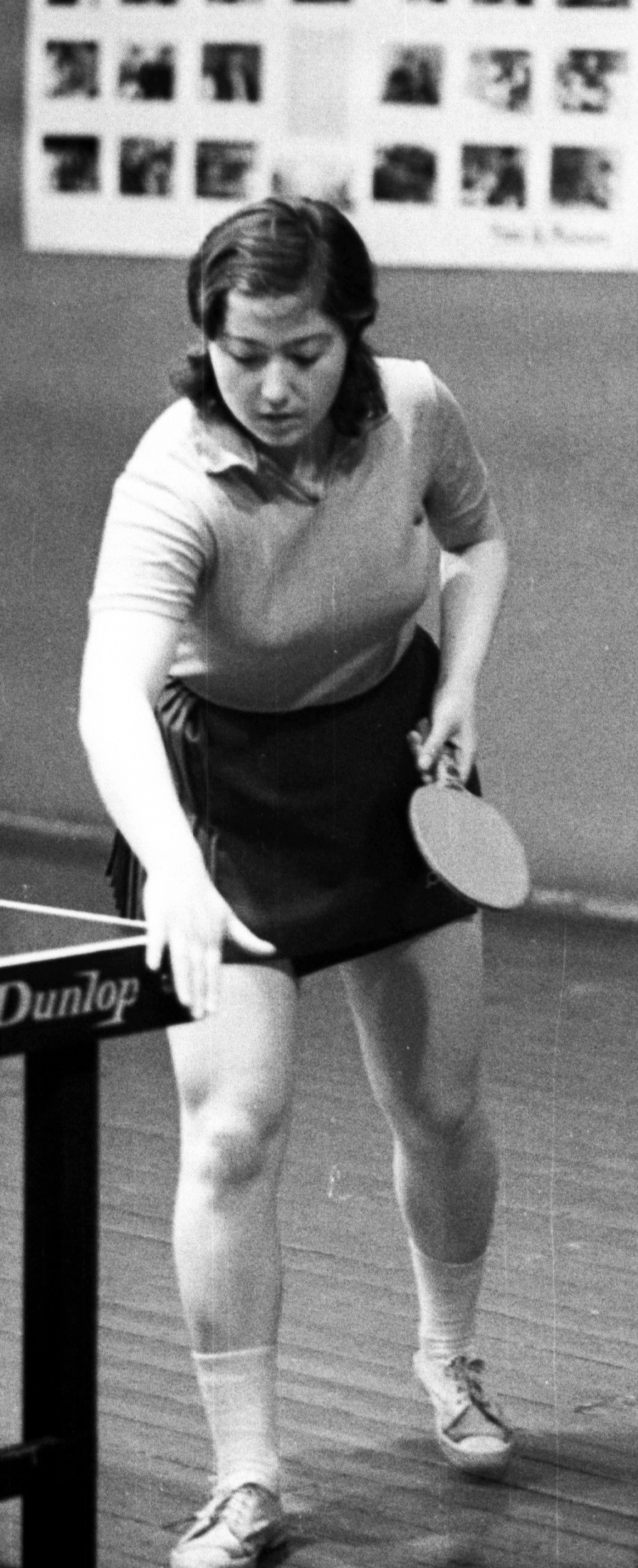
Elmira Antonyan (* 1955)

- 1955: Elmira Antonyan, armenische Tischtennisspielerin
- 1955: Karl Fleschen, deutscher Leichtathlet
- 1955: Thomas Hampson, US-amerikanischer Sänger
- 1955: Klára Kuzmová, slowakische Archäologin
- 1955: Heribert Weber, österreichischer Fußballspieler
- 1956: Per Bergerud, norwegischer Skispringer
- 1956: Niki List, österreichischer Filmemacher
- 1956: Nadija Prischtschepa, sowjetische Ruderin
- 1956: Krystyna Szumilas, polnische Politikerin, Ministerin
- 1957: Ludwig Kronthaler, deutscher Jurist
- 1957: Georgi Parwanow, bulgarischer Politiker, Staatspräsident
- 1957ː Jórunn Ragnarsdóttir, isländische Architektin und Hochschullehrerin
- 1958: Uwe Helmes, deutscher Fußballspieler und -trainer
- 1959: Siegfried Grüninger, deutscher Fußballspieler
- 1959: Frank Wörndl, deutscher Skirennläufer
- 1960: Andreas Anter, deutscher Politikwissenschaftler und Hochschullehrer
- 1960: John Elway, US-amerikanischer American-Football-Spieler
- 1960: Heribert C. Ottersbach, deutscher Maler
- 1960: Greg Pruden, deutsch-kanadischer Eishockeyspieler und -trainer
- 1960: Johannes W. Schäfer, deutscher Komponist
- 1961: Lorenz Hess, Schweizer Politiker
- 1961: Irina Wanka, deutsch-österreichische Schauspielerin
- 1962: Luc Feit, luxemburgischer Schauspieler
- 1963: Tierney Sutton, US-amerikanische Jazz-Sängerin
- 1964: Sebastian Brather, deutscher Frühgeschichtlicher und Mittelalterarchäologe
- 1964: Michael Elsner, deutscher Politiker
- 1964: Sabrina Ferilli, italienische Film- und Theaterschauspielerin
- 1964: Francis Hare, 6. Earl of Listowel, britischer Peer und Politiker
- 1964: Joachim Hecker, deutscher Wissenschaftsjournalist, Kinderbuchautor und Science-Entertainer
- 1964: Mayumi Kaji, japanische Fußballspielerin
- 1964: Ewa Kierzkowska, polnische Politikerin
- 1964: Magdalena Knapp-Menzel, österreichische Schauspielerin und Schriftstellerin
- 1964: Lee In-young, südkoreanischer Politiker
- 1964: Vika Lusibaea, salomonische Politikerin
- 1964: Susan Mascarin, US-amerikanische Tennisspielerin
- 1964: Doug Moffatt, deutsch-kanadischer Eishockeyspieler
- 1964: Brigitte Mohn, deutsche Unternehmerin
- 1964: Heidi Mück, Schweizer Politikerin
- 1964: DJ Quicksilver, deutscher DJ und Produzent
- 1964: Gerold Rechle, deutscher Politiker
- 1964: Tommy Lynn Sells, US-amerikanischer Serienmörder
- 1964: Alex Stewart, jamaikanischer Boxer
- 1964: Ilmar Tomusk, estnischer Sprachpolitiker und Kinderbuchautor
- 1964: Dave Walker, kanadischer Freestyle-Skier
- 1964: Steve Williamson, britischer Jazzmusiker
- 1964: Gábor Winand, ungarischer Jazzsänger und -musiker
- 1965: John Medeski, US-amerikanischer Organist, Keyboarder und Komponist
- 1965: Eric Steiner, deutscher Gynäkologe und Geburtshelfer

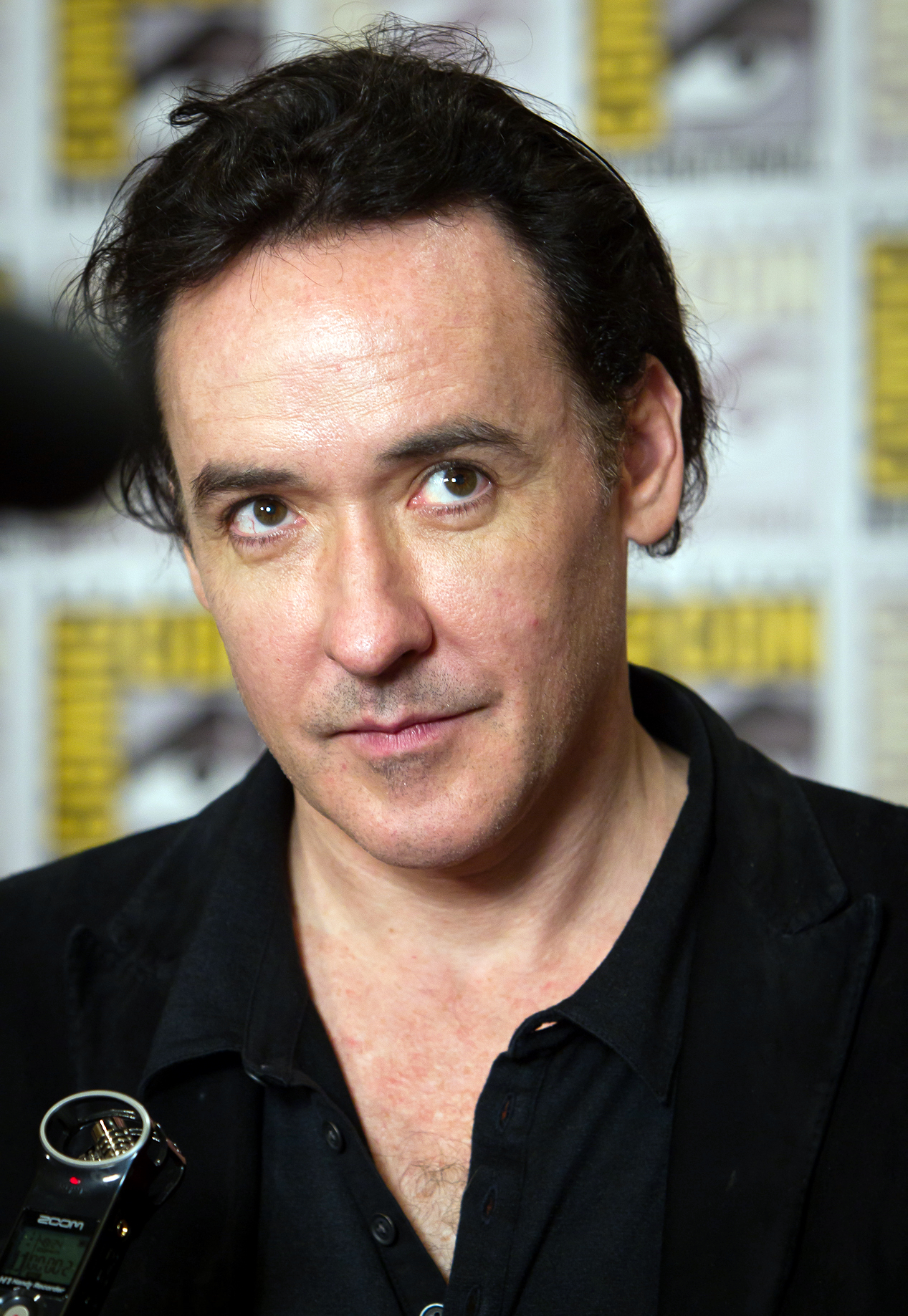
John Cusack (* 1966)

- 1966: John Cusack, US-amerikanischer Schauspieler
- 1966: Mary Stuart Masterson, US-amerikanische Schauspielerin
- 1967: Leona Aglukkaq, kanadische Politikerin, Ministerin
- 1967: Lars Riedel, deutscher Leichtathlet, Olympiasieger, Weltmeister
- 1968: Christine Balfa, US-amerikanische Cajun-Musikerin
- 1968: Mike Bezdicek, deutscher Handballspieler
- 1969: Stéphane Chapuisat, Schweizer Fußballspieler
- 1969: Phil Masinga, südafrikanischer Fußballspieler

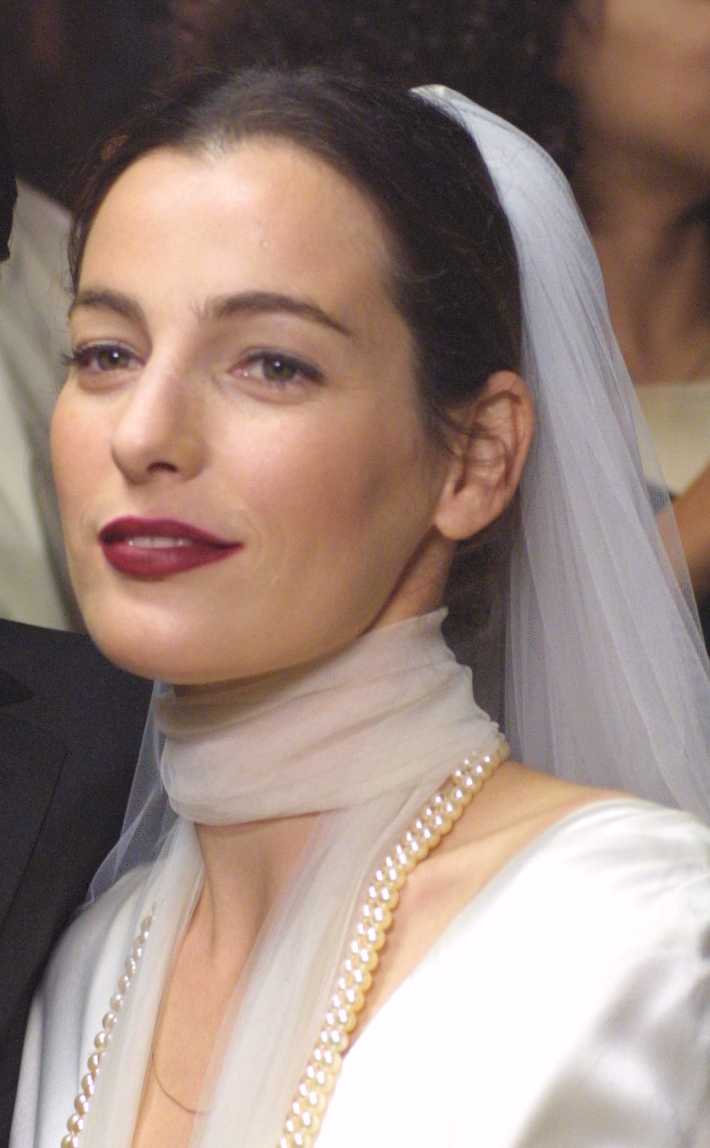
Ayelet Zurer (* 1969)

- 1969: Ayelet Zurer, israelische Schauspielerin
- 1970: Anton Rovner, russischstämmiger US-amerikanischer Komponist, Musikkritiker und Musiktheoretiker
- 1971: Lorenzo Amoruso, italienischer Fußballspieler
- 1971: Fabien Barthez, französischer Fußballspieler
- 1971: Fabrice Becker, französischer Freestyle-Skier
- 1971: Elon Musk, US-amerikanischer Unternehmer
- 1971: No I.D., US-amerikanischer Hip-Hop-Produzent
- 1972: Jon Heidenreich, US-amerikanischer Wrestler
- 1973: Adrián Annus, ungarischer Leichtathlet
- 1973: Elisabeth Kulman, österreichische Opernsängerin
- 1973: André Lange, deutscher Bobsportler, Olympiasieger
- 1974: Helene Grass, deutsche Schauspielerin
- 1975: Mitchell Anderson, australischer Triathlet

#### 1976–2000
- 1976: Shinobu Asagoe, japanische Tennisspielerin

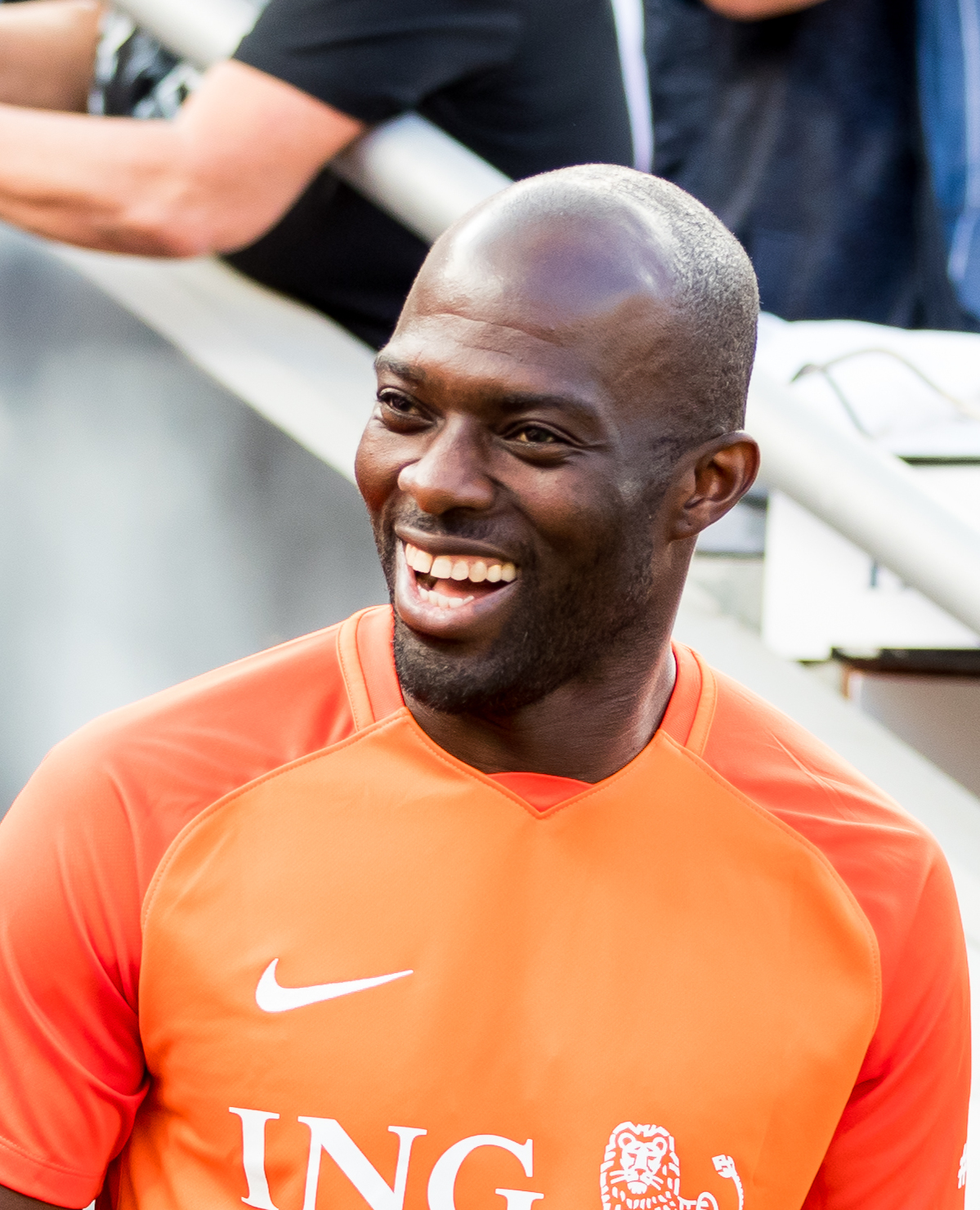
Hans Sarpei (* 1976)

- 1976: Hans Sarpei, ghanaischer Fußballspieler
- 1977: Ella Grødem, grönländische Handballspielerin
- 1978: Michele Marsching, deutscher Politiker, MdL
- 1980: Johntá Austin, US-amerikanischer Songwriter, Arrangeur, Produzent und Sänger
- 1980: Maurizio Domizzi, italienischer Fußballspieler
- 1980: Monika Mularczyk, polnische Fußballschiedsrichterin
- 1980: Roi Reinshreiber, israelischer Fußballschiedsrichter
- 1982: Janina Isabell Batoly, deutsche Schauspielerin
- 1982: Aleš Mušič, slowenischer Eishockeyspieler
- 1983: Adnan Harmandić, bosnischer Handballspieler
- 1983: Dmitri Olegowitsch Jakowenko, russischer Schachspieler
- 1983: Dorge Kouemaha, kamerunischer Fußballspieler
- 1983: Jörg Ritzerfeld, deutscher Skispringer
- 1984: Eric Bouwer, deutscher Schauspieler

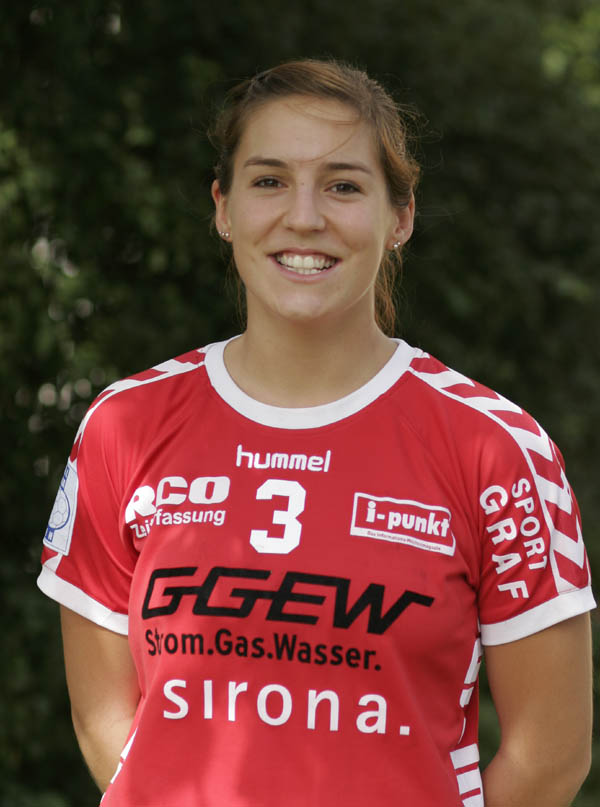
Isabell Klein (* 1984)

- 1984: Isabell Klein, deutsche Handballspielerin
- 1984: Andrij Pjatow, ukrainischer Fußballspieler
- 1985: Gloria Aura, mexikanische Schauspielerin und Sängerin
- 1986: Mathias Beche, Schweizer Automobilrennfahrer
- 1986: Willemijn Karsten, niederländische Handballspielerin
- 1987: Scott Fox, schottischer Fußballtorhüter
- 1988: Leon Balogun, deutsch-nigerianischer Fußballspieler
- 1988: Sophie Schmidt, kanadische Fußballspielerin
- 1989: Ronny Fredrik Ansnes, norwegischer Skilangläufer
- 1989: Sergio Asenjo, spanischer Fußballspieler
- 1989: Yonathan Monsalve, venezolanischer Straßenradrennfahrer
- 1989: Oleg Tikhomirov, russisch-deutscher Schauspieler
- 1990: Davy Bulthuis, niederländischer Fußballspieler
- 1990: Philipp Zeiger, deutscher Fußballspieler
- 1991: Kevin De Bruyne, belgischer Fußballspieler
- 1991: Seohyun, südkoreanische Popsängerin

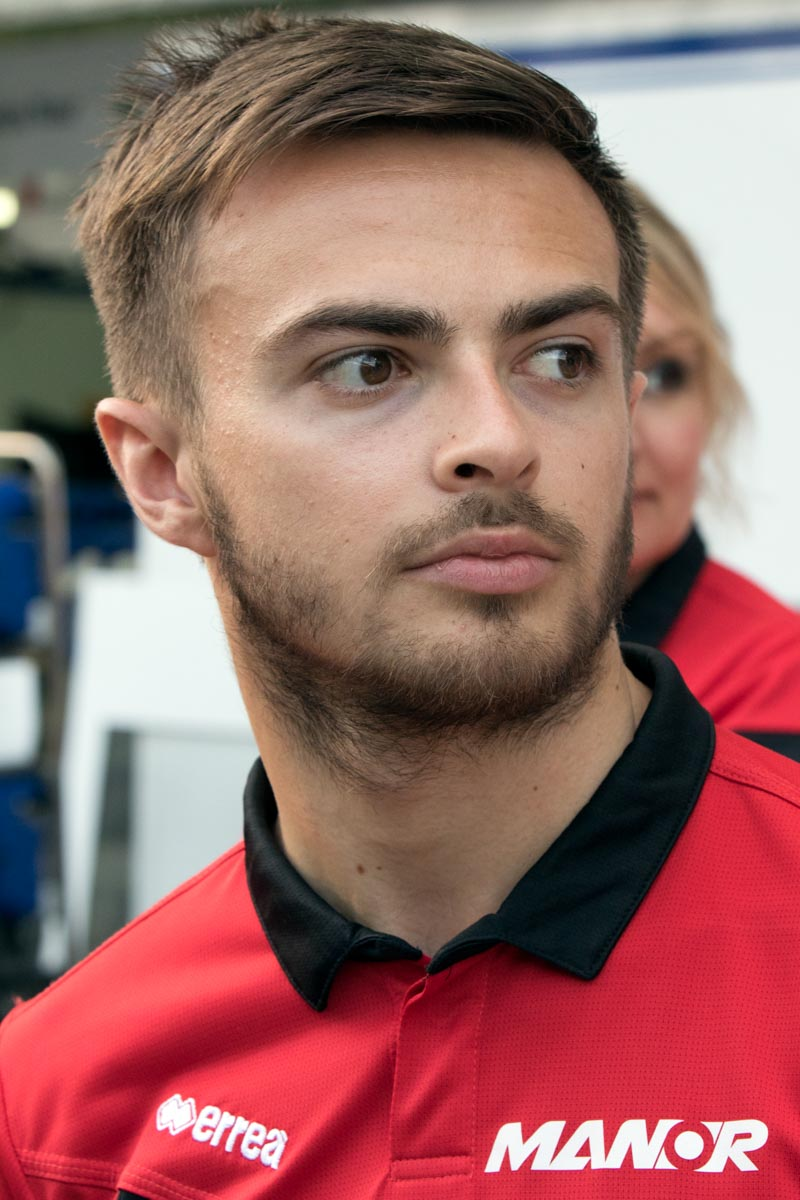
Will Stevens (* 1991)

- 1991: Will Stevens, britischer Automobilrennfahrer
- 1992: Fikri Atalı, türkischer Eishockeyspieler
- 1992: Oscar Hiljemark, schwedischer Fußballspieler
- 1992: Joanne Reid, US-amerikanische Biathletin und Skilangläuferin
- 1993: Bradley Beal, US-amerikanischer Basketballspieler
- 1993: Maximilian Schüttemeyer, deutscher Handballspieler
- 1993: Simon Sezemsky, deutscher Eishockeyspieler
- 1994: Mirco Born, deutscher Fußballspieler
- 1994: Juan Del Campo, spanischer Skirennläufer
- 1994: Anish Giri, niederländischer Schachspieler
- 1995: Jason Denayer, belgischer Fußballspieler
- 1995: Kåre Hedebrant, schwedischer Schauspieler
- 1995: Katharina Trost, deutsche Leichtathletin
- 1996: Leon Guwara, deutscher Fußballspieler
- 1996: Marie-Therese Sporer, österreichische Skirennläuferin
- 1996: Donna Vekić, kroatische Tennisspielerin
- 1997: Campbell Harrison, australischer Sportkletterer
- 1997: Biran Damla Yılmaz, türkische Schauspielerin, Model
- 1998: Nadine Fest, österreichische Skirennläuferin
- 1999: Markéta Vondroušová, tschechische Tennisspielerin
- 2000: Maksym Talowjerow, ukrainischer Fußballspieler

### 21. Jahrhundert
- 2001: Christina Födermayr, österreichische Freestyle-Skierin
- 2001: Elisabeth Terland, norwegische Fußballspielerin
- 2002: Marta Kostjuk, ukrainische Tennisspielerin
- 2002. Pauline Machtens, deutsche Fußballerin
- 2004: Izan Guevara, spanischer Motorradrennfahrer
- 2005: Tom Bischof, deutscher Fußballspieler

## Gestorben

### Vor dem 16. Jahrhundert
- 0202: Yuan Shao, chinesischer Kriegsherr

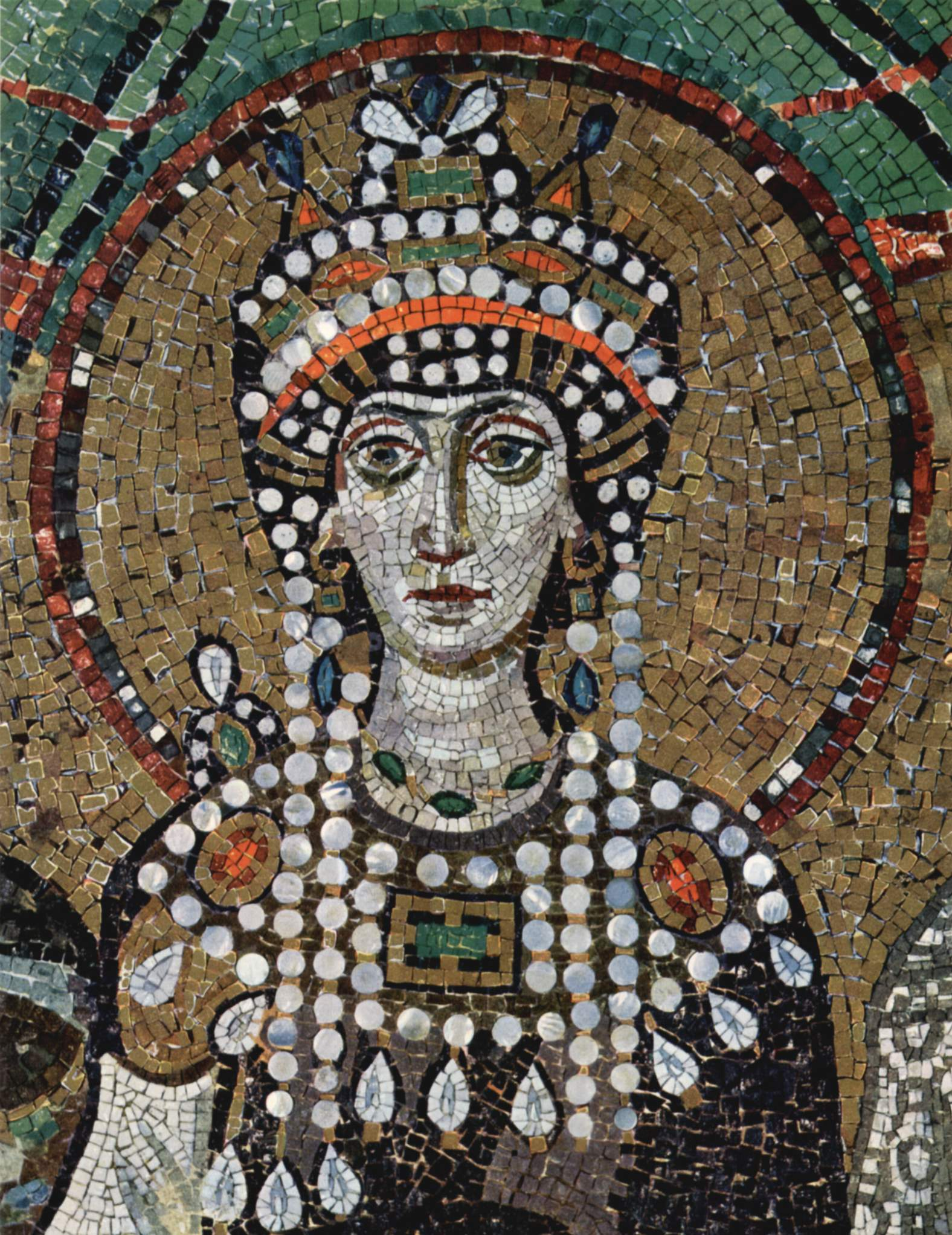
Theodora I. († 548)

- 0548: Theodora I., Ehefrau des byzantinischen Kaisers Justinian I.
- 0767: Paul I., Papst, Heiliger der römisch-katholischen Kirche
- 0896: Rodulfus, Graf von Vermandois
- 0976: Gero von Köln, zeitweise kultisch verehrter Erzbischof von Köln
- 1019: Heimerad, deutscher Priester und Einsiedler
- 1022: Notker III., deutscher Benediktinermönch und Leiter der Klosterschule in St. Gallen
- 1084: Ekkehard von Huysburg, Domherr zu Halberstadt und Benediktinerabt in Huysburg
- 1119: Roger von Salerno, Regent des Fürstentums Antiochia
- 1142: Guigues IV., Graf von Albon
- 1154: Ermengol VI., Graf von Urgell
- 1189: Mathilde von England, Herzogin von Sachsen und Bayern, älteste Tochter von König Heinrich II.
- 1241: Heinrich I. von Burgau, Graf von Berg und Markgraf von Burgau
- 1246: Friedrich II. von Parsberg, Fürstbischof von Eichstätt
- 1249: Adolf I., Graf von Altena-Mark
- 1250: Johannes Parenti, Generalminister des Franziskanerordens
- 1251: Luder von Borch, Bischof von Verden
- 1279: Johann I., Graf von Blois, der Grafschaft Chartres und der Grafschaft Dunois
- 1354: Bernhard IV., Fürst von Anhalt-Bernburg
- 1385: Albrecht, Fürst von Lüneburg
- 1385: Andronikos IV., Kaiser des Byzantinischen Reichs
- 1406: Sophie von Pommern, Herzogin zu Braunschweig und Lüneburg
- 1460: Johannes Lamside, deutscher Theologe und Magister der freien Künste
- 1473: Pierre d’Amboise, französischer Adeliger
- 1473: Niclas Gerhaert van Leyden, flämisch-deutscher Bildhauer
- 1473: John Talbot, 3. Earl of Shrewsbury, englischer Adeliger

### 16./17. Jahrhundert
- 1509: Johann Filipec, Bischof von Großwardein und Olmütz, Oberlandeshauptmann von Schlesien und Landvogt der Nier- und Oberlausitz
- 1510: Philipp von Hoerde, Dompropst in Münster und Landdrost des Herzogtums Westfalen
- 1530: Margarethe von Münsterberg, Fürstin von Anhalt

Federico II. Gonzaga († 1540)

- 1540: Federico II. Gonzaga, Herzog von Mantua
- 1554: Leone Strozzi, italienischer Malteserritter, Diplomat und Admiral
- 1567: Justus Jonas der Jüngere, deutscher Jurist und Diplomat
- 1568: Thomas Young, Erzbischof von York
- 1570: Fridolin Brunner, Schweizer evangelischer Pfarrer und Reformator im Kanton Glarus
- 1580: Heinrich Krechting, Führer der Täuferbewegung
- 1586: Primož Trubar, protestantischer Prediger, gilt als Begründer des slowenischen Schrifttums
- 1604: Heinrich Albert, deutscher Liederdichter und Komponist
- 1609: Agathe, Gräfin von Tübingen
- 1617: Steffen von Niederbergheim, Opfer der Hexenverfolgung in Hirschberg im Sauerland
- 1637: Andreas Siegel, deutscher frühkapitalistischer Unternehmer
- 1645: Johann Arbogast von Annenberg, Landeshauptmann der Grafschaft Glatz
- 1650: Gioacchino Assereto, Genueser Maler
- 1651: Christoph Schelhammer, deutscher Mediziner
- 1677: Johann Franck, deutscher Jurist und Kirchenliederdichter

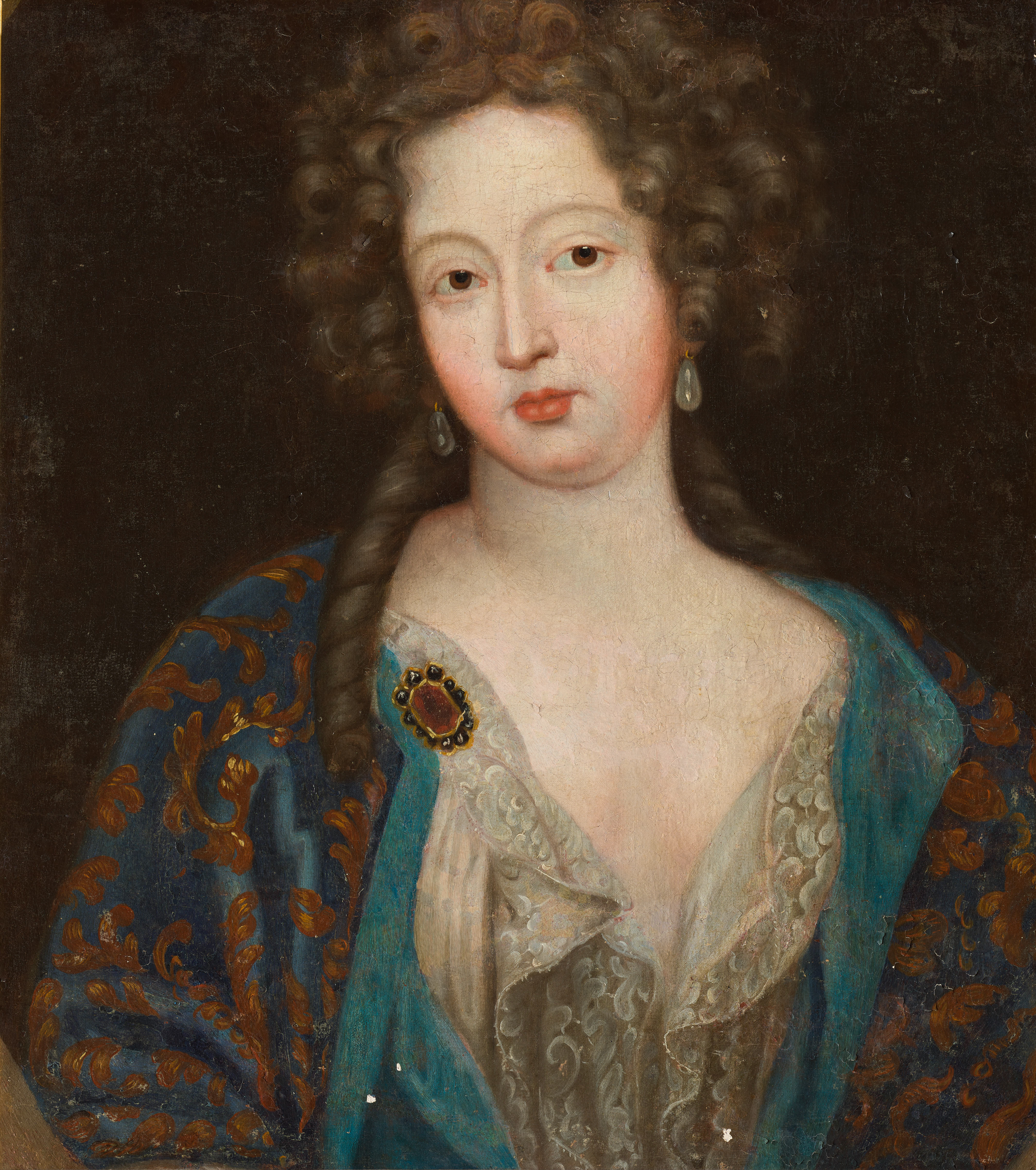
Marie Angélique de Scorailles († 1681)

- 1681: Marie Angélique de Scoraille de Roussille, Mätresse des französischen Königs Ludwig XIV.

### 18. Jahrhundert
- 1706: Leopold Joseph von Lamberg, österreichischer Diplomat

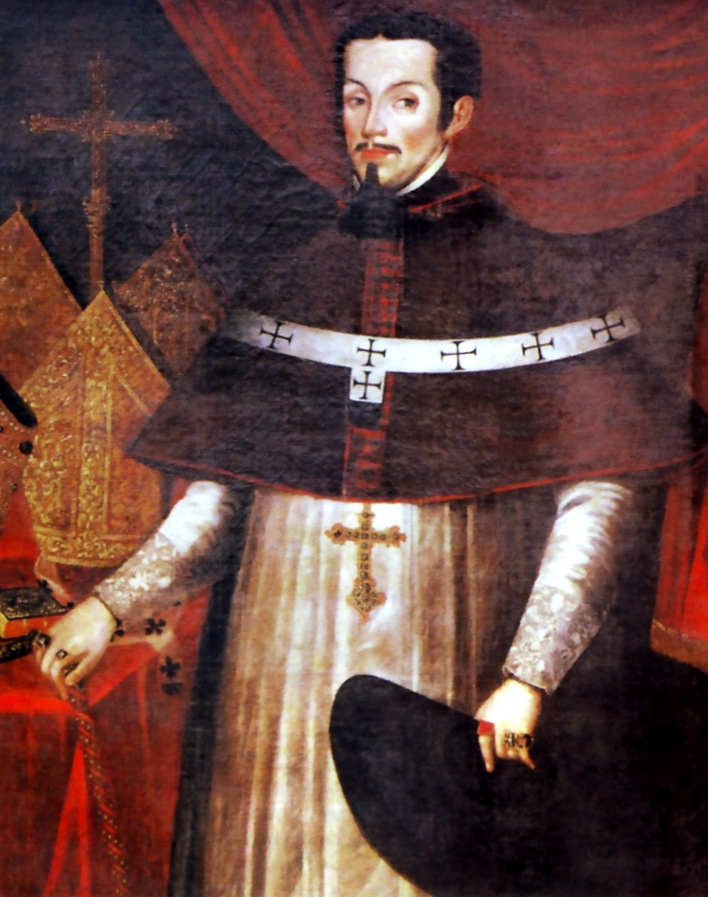
Melchor Liñán y Cisneros († 1708)

- 1708: Melchor Liñán y Cisneros, spanischer Bischof und Kolonialbeamter, Vizekönig von Peru
- 1716: George FitzRoy, 1. Duke of Northumberland, englischer bzw. britischer Militär
- 1721: Isaac Sailmaker, niederländischer Marinemaler in England
- 1729: Miguel Núñez de Sanabria, spanischer Jurist, Vizekönig von Peru
- 1736: Christian, Herzog von Sachsen-Weißenfels und Fürst von Sachsen-Querfurt
- 1738: Maximiliane Hiserle von Chodau, Geliebte des sächsischen Kurfürsten August des Starken und des Prinzen Alexander Benedikt Sobieski
- 1745: Antoine Forqueray, französischer Komponist, Gambist und königlicher Kammermusiker
- 1754: Martin Folkes, englischer Mathematiker und Numismatiker
- 1756: Armand II. François Auguste de Rohan-Soubise, französischer Kirchenfürst, Bischof von Straßburg, Großalmosenier von Frankreich
- 1756: Domingo Ortiz de Rozas, spanischer Offizier und Kolonialverwalter, Gouverneur von Río de la Plata und Chile
- 1757: Sophie Dorothea von Hannover, als Ehefrau von Friedrich Wilhelm I. Königin in Preußen
- 1761: Johannes Schmidt, deutscher Bildhauer
- 1767: Friedrich Gottfried Houck, deutscher Rechtswissenschaftler
- 1768: George Hadley, britischer Rechtsanwalt, Amateurphysiker und -meteorologe
- 1768: Johann Gottfried Tympe, deutscher orientalischer Philologe und evangelischer Theologe
- 1797: Bernhard Rode, deutscher Maler
- 1800: Heinrich XI., Fürst Reuß zu Greiz

### 19. Jahrhundert
- 1801: Martin Johann Schmidt, österreichischer Barockmaler
- 1802: Johann Jakob Engel, deutscher Schriftsteller und Philosoph im Zeitalter der Aufklärung
- 1813: Gerhard von Scharnhorst, preußischer General
- 1826: Friedrich August Marschall von Bieberstein, deutscher Botaniker und Forschungsreisender
- 1828: Leopold Heinrich Wilhelm Lentze, deutscher Geistlicher
- 1834: Joseph Bové, russisch-italienischer Architekt und Stadtbaumeister

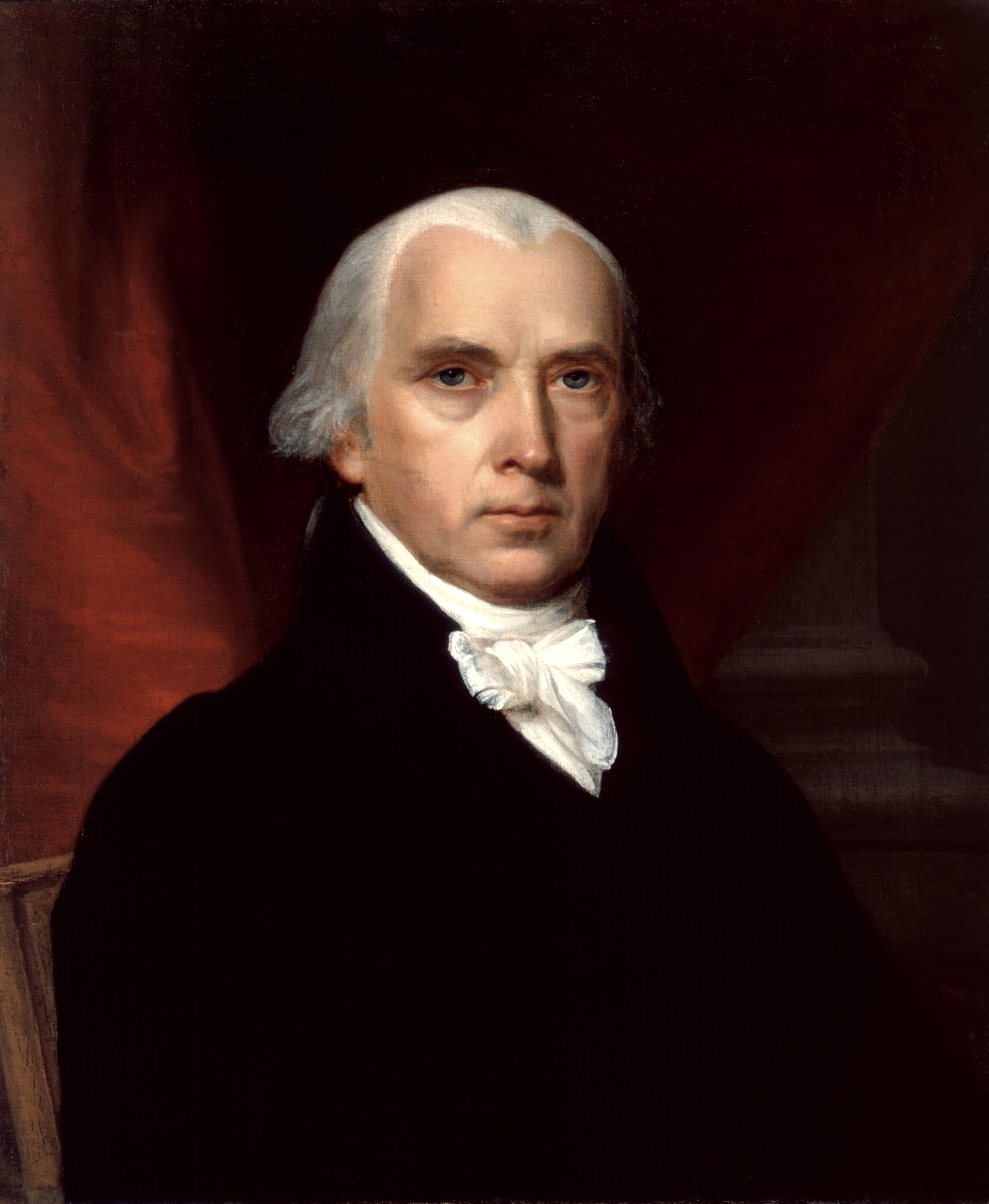
James Madison († 1836)

- 1836: James Madison, US-amerikanischer Politiker, Staatspräsident, Außenminister, Mitautor der Verfassung, entwarf die Bill of Rights
- 1838: Friedrich Accum, deutscher Chemiker
- 1848: John Alexander, US-amerikanischer Politiker, Mitglied des Repräsentantenhauses
- 1848: Jean-Baptiste Debret, französischer Maler
- 1850: Karl Friedrich Schulz, deutscher evangelischer Kirchenliedkomponist und Musiklehrer
- 1852: Karl Ernst Schmid, deutscher Rechtswissenschaftler
- 1855: Fitzroy Somerset, 1. Baron Raglan, britischer Feldmarschall
- 1858: Jane Marcet, britische Autorin populärwissenschaftlicher Sachbücher
- 1860: Julius Simon von Nördlinger, deutscher Berg- und Forstrat sowie Reformator des württembergischen Forstwesens
- 1867: Friedrich Günther, Fürst von Schwarzburg-Rudolstadt
- 1869: Thomas R. Ross, US-amerikanischer Politiker, Mitglied des Repräsentantenhauses
- 1874: Manuel Gutiérrez de la Concha, spanischer General
- 1875: Joseph Misson, österreichischer Mundartdichter
- 1876: August Wilhelm Ambros, österreichischer Musikhistoriker, Kritiker und Komponist
- 1880: Texas Jack Omohundro, US-amerikanischer Cowboy, Scout und Schauspieler
- 1885: Franz Umpfenbach, deutscher Altphilologe

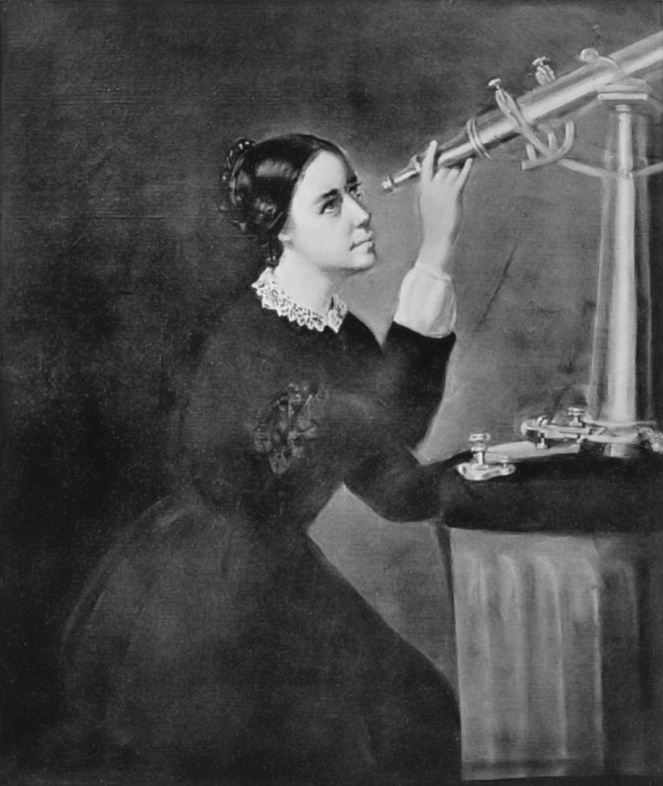
Maria Mitchell († 1889)

- 1889: Maria Mitchell, US-amerikanische Astronomin und Frauenrechtlerin
- 1891ː Emmy von Dincklage, deutsche Romanschriftstellerin
- 1892: Harry Atkinson, neuseeländischer Politiker, Verteidigungs-, Einwanderungs- und Premierminister
- 1894: Carl Faulmann, deutscher Schriftsetzer, Privatgelehrter und Stenograph

### 20. Jahrhundert

#### 1901–1950
- 1901: Henry Appia, Schweizer evangelischer Geistlicher
- 1905: Stephan Steinberger, bayerischer Bergsteiger und Kapuzinerpater
- 1907: Paul Koechlin, französischer Industrieller und Automobilrennfahrer
- 1908: Franz Treller, deutscher Schauspieler und Schriftsteller
- 1909: Richard Muther, deutscher Kunsthistoriker
- 1913: Caroline Shawk Brooks, US-amerikanische Bildhauerin

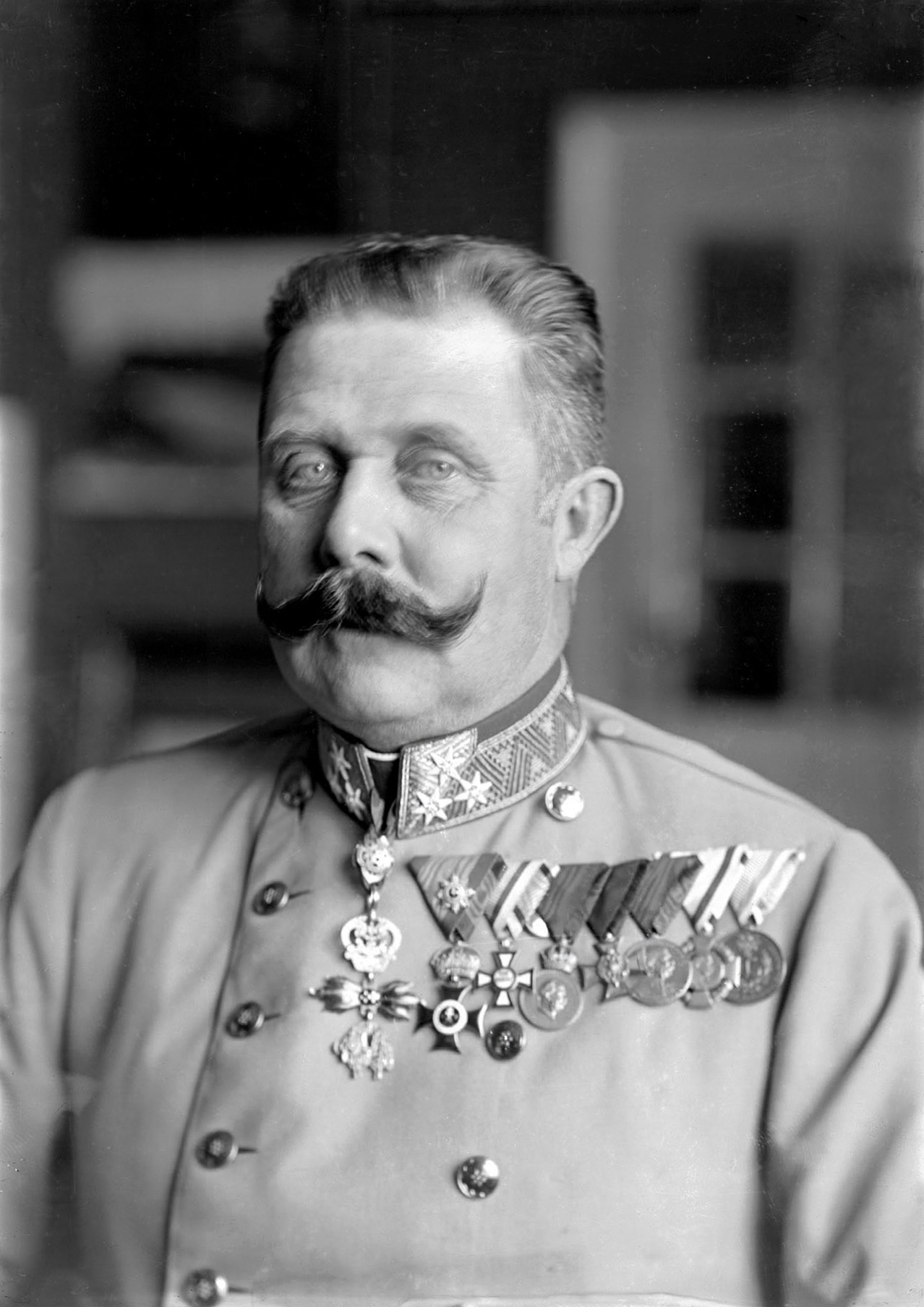
Franz Ferdinand von Österreich-Este († 1914)

- 1914: Franz Ferdinand von Österreich-Este, österreich-ungarischer Erzherzog, Thronfolger
- 1914: Sophie Chotek, Reichsgräfin von Hohenberg, böhmische Adelige, Ehefrau des österreichischen Thronfolgers Franz Ferdinand
- 1915: Guillermo Billinghurst, peruanischer Politiker, Staatspräsident
- 1919: Petro Bolbotschan, ukrainischer Militärführer
- 1919: Otto Techow, deutscher Architekt
- 1921: Charles Joseph Bonaparte, US-amerikanischer Politiker, Marine- und Justizminister
- 1922: Welimir Chlebnikow, russischer Dichter
- 1928: Victor Auburtin, deutscher Journalist und Schriftsteller
- 1928: Ida Ferenczy, ungarische Hofdame, Dienerin von Kaiserin Elisabeth von Österreich
- 1928: John Isaac Thornycroft, britischer Ingenieur
- 1931: Maximilian zu Hardegg, österreichischer Adliger und Automobilrennfahrer
- 1934: Erich Hirth, deutscher Motorradrennfahrer
- 1936: Alexander Berkman, litauischer Anarchist und Schriftsteller
- 1936: Archibald Hunter, britischer General
- 1937: Max Adler, österreichischer Soziologe, Vertreter des Austromarxismus
- 1938: Friedhelm Haniel, deutscher Landschaftsmaler, Reeder, Kunstsammler und Mäzen
- 1940: Italo Balbo, italienischer Politiker und Luftfahrtpionier, Luftwaffenminister, Generalgouverneur von Italienisch-Libyen
- 1940: Ferdinando Minoia, italienischer Automobilrennfahrer
- 1941ː Marie von Bunsen, deutsche Schriftstellerin, Malerin, Reisende und Salonière
- 1942: Janka Kupala, belarussischer Nationaldichter, Dramatiker, Publizist und Übersetzer
- 1943: Bernhard Füller, deutscher Fußballspieler
- 1944: Anton Breinl, österreichischer Zoologe und Mediziner
- 1944: Hermann Hansen, deutscher Feldhandballspieler, Olympiasieger, Weltmeister
- 1944: Philippe Henriot, französischer Politiker
- 1945: Gustav Angenheister, deutscher Geophysiker
- 1945: Jonny Heykens, niederländischer Komponist
- 1947: Stanislav Kostka Neumann, tschechischer Dichter
- 1947: Per Steenberg, norwegischer Organist und Komponist

#### 1951–2000
- 1952: Ludwig Radermacher, deutscher Altphilologe
- 1957: Kurt Schulz, deutscher Kameramann
- 1958: Johannes Reinwaldt, dänischer Radrennfahrer
- 1959: Hermann Leopoldi, österreichischer Komponist, Kabarettist und Klavierhumorist
- 1960: Juan Jover, spanischer Automobilrennfahrer
- 1960: Jean Viale, französischer Automobilrennfahrer
- 1962: Guido Pedroli, Schweizer Pädagoge und Politiker
- 1964: Norberto Bagnalasta, italienischer Automobilrennfahrer

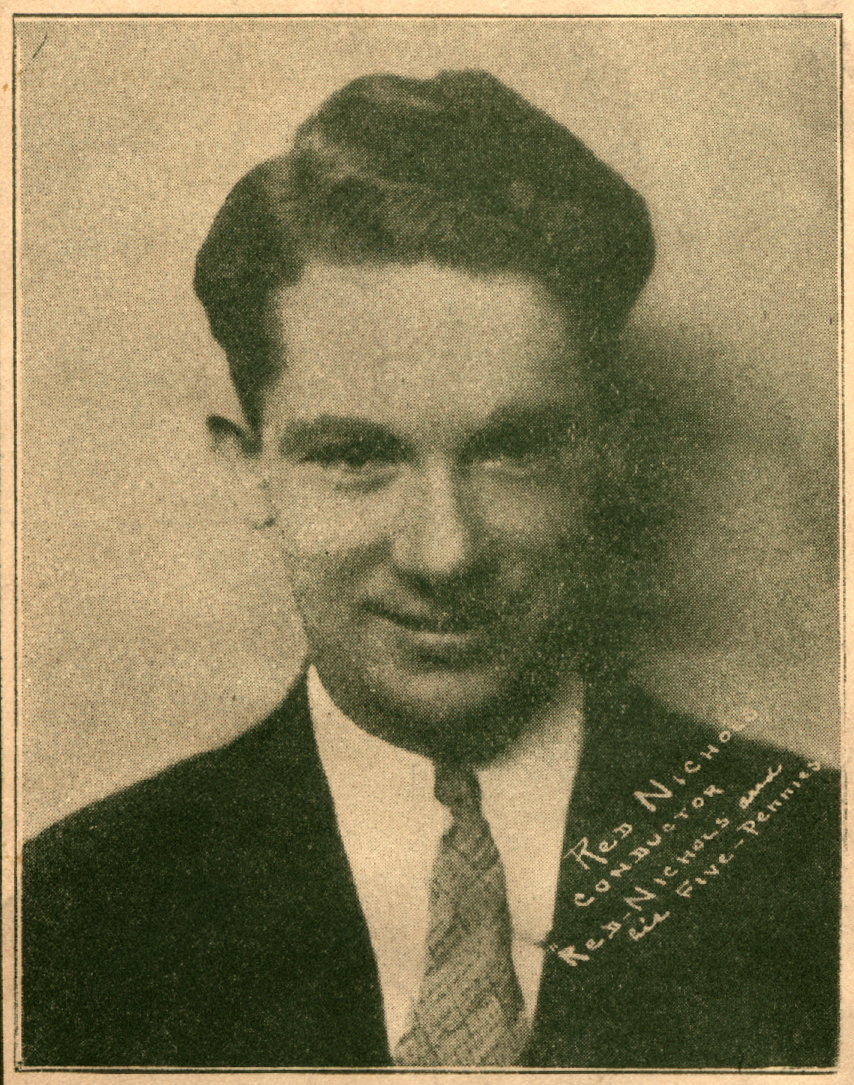
Red Nichols († 1965)

- 1965: Red Nichols, US-amerikanischer Jazzmusiker, Kornettist und Trompeter
- 1966: Hermann Arendt, deutscher Kommunalpolitiker
- 1967: Oskar Maria Graf, deutscher Schriftsteller
- 1971: Franz Stangl, österreichischer Polizeibeamter, Leiter der Vernichtungslager Sobibor und Treblinka, Kriegsverbrecher
- 1973: Abd ar-Rahman al-Bazzaz, irakischer Politiker und Diplomat, Außenminister
- 1974: Vannevar Bush, US-amerikanischer Wissenschaftler und Informatiker
- 1974: Luisa Famos, Schweizer Schriftstellerin
- 1975: Max Barthel, deutscher Schriftsteller
- 1975: Karl Ludwig Gerok, deutscher Organist, Komponist und Autor
- 1975: Rod Serling, US-amerikanischer Drehbuchautor und Produzent
- 1975: Rolf Thiele, deutscher Motorradrennfahrer
- 1978: Eberhard Arlt, deutscher Funktionär
- 1979: Paul Dessau, deutscher Komponist und Dirigent
- 1980: Irino Yoshirō, japanischer Komponist
- 1980: José Iturbi, spanischer Musiker
- 1981: Mohammad Beheschti, iranischer Politiker, Vorsitzender des Islamischen Revolutionsrats, Oberster Richter, Ajatollah
- 1981: Igor Alexander Caruso, österreichischer Psychologe und Psychoanalytiker
- 1981: Peter Kreuder, deutsch-österreichischer Komponist, Pianist und Dirigent
- 1983: Pietro Frua, italienischer Automobildesigner
- 1983: Elisabeth Werl, deutsche Kirchenhistorikerin
- 1984: Gavin Astor, 2. Baron Astor of Hever, britischer Adliger und Verleger

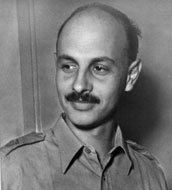
Jigael Jadin († 1984)

- 1984: Jigael Jadin, israelischer Archäologe, Politiker und 2. Generalstabschef der israelischen Armee
- 1985: Mischa Spoliansky, deutscher Komponist
- 1986: Heinrich Dräger, deutscher Fabrikant, Wirtschafts- und Sozialwissenschaftler
- 1987ː Käthe Reinhardt, lesbische Aktivistin der Weimarer Republik und der Bundesrepublik
- 1988: Fernand Pousse, französischer Automobilrennfahrer
- 1988: Kurt Raab, deutscher Schauspieler
- 1989: Alfredo Sadel, venezolanischer Sänger und Schauspieler
- 1991: Nikolas Vogel, österreichischer Kameramann
- 1993: GG Allin, US-amerikanischer Rock- und Punkmusiker
- 1993: Boris Christow, bulgarisch-italienischer Opernsänger
- 1993: Olga Costa, mexikanische Malerin
- 1994: Alfons Abel, deutscher akademischer Glasmaler
- 1994: Ulrik Neumann, dänischer Gitarrist, Sänger, Komponist und Filmschauspieler
- 1996: Friedrich Adler, deutscher Ingenieur
- 1996: Julio Bolbochán, argentinischer Schachspieler
- 1999: Hilde Krahl, österreichische Schauspielerin
- 2000: William Glock, britischer Musikförderer, Leiter von BBC Radio 3

### 21. Jahrhundert

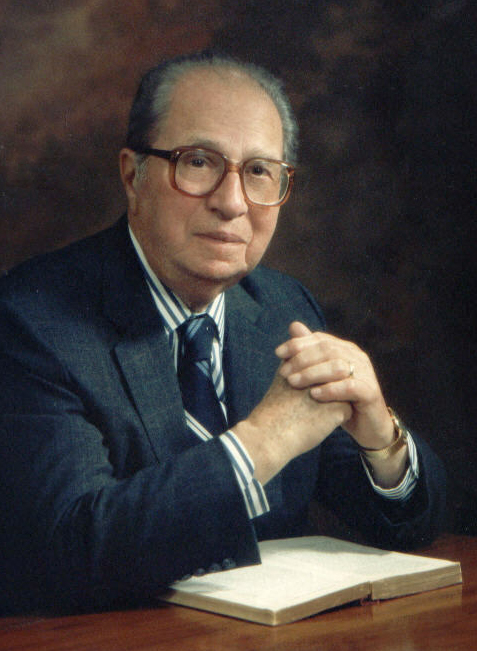
Mortimer Adler († 2001)

- 2001: Mortimer Adler, US-amerikanischer Philosoph und Schriftsteller
- 2001: Arno Reinfrank, deutscher Schriftsteller, Publizist und Übersetzer
- 2001: Václav Zahradník, tschechischer Dirigent, Komponist und Arrangeur
- 2002: Johann Auernhammer, deutscher Fußballspieler
- 2003: Willem Slijkhuis, niederländischer Mittel- und Langstreckenläufer
- 2004: Marcel Jullian, französischer Autor und Publizist, Regisseur und Fernsehproduzent
- 2004: Thomas Zereske, deutscher Kanute
- 2007: Miyazawa Kiichi, japanischer Politiker, Premierminister, Finanzminister
- 2008: Fritz Hahne, deutscher Unternehmer
- 2008: Ruslana Korschunowa, kasachisches Fotomodell
- 2009: Billy Mays, US-amerikanischer Teleshopping-Moderator
- 2010: Bill Aucoin, US-amerikanischer Manager
- 2010: Nicolas Hayek, Schweizer Unternehmer, Gründer der Swatch Group
- 2010: Adolf Storms, deutscher Angehöriger der Waffen-SS, Kriegsverbrecher
- 2011: Helmut Waßmuth, deutscher Fußballspieler
- 2015: Ludwig Steiner, österreichischer Diplomat und Politiker
- 2016: Dietrich Haugk, deutscher Filmregisseur und Synchronsprecher
- 2016: Scotty Moore, US-amerikanischer Musiker

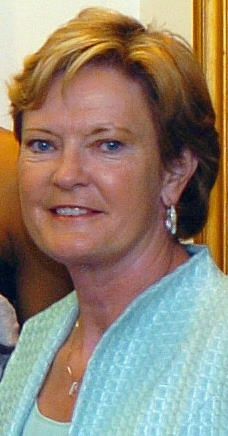
Pat Summitt († 2016)

- 2016: Pat Summitt, US-amerikanische Basketballspielerin und -trainerin
- 2017: Alois Gschwind, Schweizer Dirigent und Musikpädagoge
- 2017: Klaus Grehn, deutscher Politiker
- 2018: Harlan Ellison, US-amerikanischer Schriftsteller
- 2018: Christine Nöstlinger, österreichische Schriftstellerin

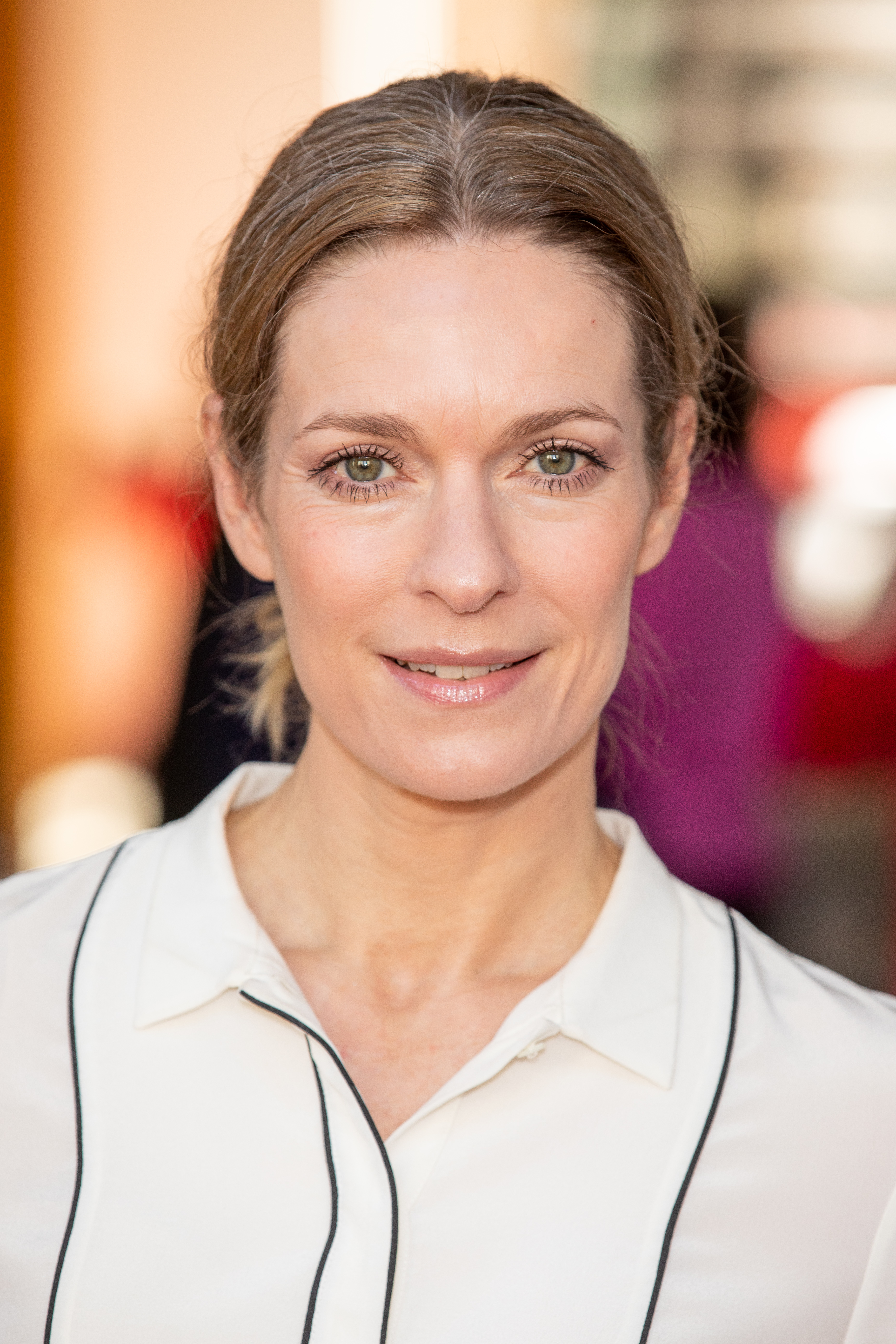
Lisa Martinek († 2019)

- 2019: Lisa Martinek, deutsche Schauspielerin
- 2019: Dietrich Severin, deutscher Maschinenbauingenieur
- 2020: Simon H. Fell, britischer Bassist und Komponist
- 2020: Eike Reschke, deutscher Sportrechtler
- 2020: Edith Schiller, deutsche Leichtathletin
- 2021: Maurice Buffière, französischer Basketballspieler
- 2021: Vera Nikolić, jugoslawische Leichtathletin
- 2022: Martin Bangemann, deutscher Politiker, MdB, Bundesminister, EU-Kommissar
- 2023: Julia Gschnitzer, österreichische Schauspielerin
- 2024: Verena Diener, Schweizer Politikerin
- 2025: Jürgen Molsen, deutscher Brigadegeneral
- 2025: Kevin Nunis, malaysischer Hockeyspieler
- 2025ː Katrin Troendle, deutsche Kabarettistin und Sängerin

## Feier- und Gedenktage
- Kirchliche Gedenktage
  - Hl. Irenäus von Lyon, römischer Autor und Theologe, Bischof und Kirchenvater (evangelisch, anglikanisch, römisch-katholisch)
  - Hl. Heimerad, deutscher Priester und Missionar (römisch-katholisch)

- Namenstage
  - Diethild, Ekkehard

Weitere Einträge enthält die Liste von Gedenk- und Aktionstagen.